# معركة بئر السبع (1917)
معركة بئر السبع (بالتركية: Birüssebi Muharebesi أو Birüssebi Savaşı بالألمانية: Schlacht von Birüssebi) هي معركة وقعت في 31 أكتوبر 1917، عندما هاجمت قوة الاستطلاع المصرية التابعة للإمبراطورية البريطانية (EEF) واستولت على حامية مجموعة جيش يلدريم في بئر السبع، بداية هجوم جنوب فلسطين على سيناء وفلسطين في الحرب العالمية الأولى. شنت مشاة من الفرقة 60 (لندن) والفرقة 74 (يومانري) من الفيلق 20 من الجنوب الغربي هجمات محدودة في صباح يوم المعركة، ثم فرقة أنزاك الخيالة (فيلق الصحراء) سلسلة من الهجمات ضد الدفاعات القوية التي سيطرت على الجانب الشرقي من بئر السبع، مما أدى إلى القبض عليهم في وقت متأخر من بعد الظهر. بعد ذلك بوقت قصير، أجرى فوج الخيول الخفيف الرابع والثاني عشر التابعان لفرقة الخيالة الأسترالية (اللواء الرابع للخيول الخفيفة) عملية مشاة محمولة بحراب في أيديهم، وهو سلاحهم الوحيد للهجوم على الخيول، حيث كانت بنادقهم معلقة على ظهورهم. ترجل جزء من الفوجين لمهاجمة التحصينات في تل السبع للدفاع عن بئر السبع بينما واصل بقية الفرسان الخفيفين هجومهم على البلدة، واستولوا على مكان وجزء من الحامية أثناء انسحابها.

كانت هذه المعركة حاسمة خلال الحملة على سيناء وفلسطين في الحرب العالمية الأولى. وقعت المعركة في 31 أكتوبر 1917 بين وحدات الجيش من قوة المشاة المصرية التابعة للإمبراطورية البريطانية تحت قيادة المشير إدموند ألنبي والقيادة المباشرة للجنرال هاري شوفيل، وجيش الإمبراطورية العثمانية تحت قيادة عصمت إينونو، وبمساعدة ضباط ووحدات خاصة من جيش الإمبراطورية الألمانية. كان الهجوم البريطاني على بئر السبع بمثابة مفاجأة من حيث موقعه، فقد توقع العثمانيون هجومًا في قطاع غزة. قام البريطانيون، بعد مسيرة ليلية سريعة، بمحاصرة بئر السبع، وشنّوا هجومًا على الجانب الشرقي منها، وهو الجانب الأقل حماية، واخترقوا خطوط الدفاع العثمانية، واستولوا عليها بعد هجوم من سلاح الفرسان (في حقيقة الأمر مشاة على ظهور الخيل)، كانت هذه المعركة واحدة من آخر المعارك في لتاريخ العسكري للعصر الحديث.

## خلفية

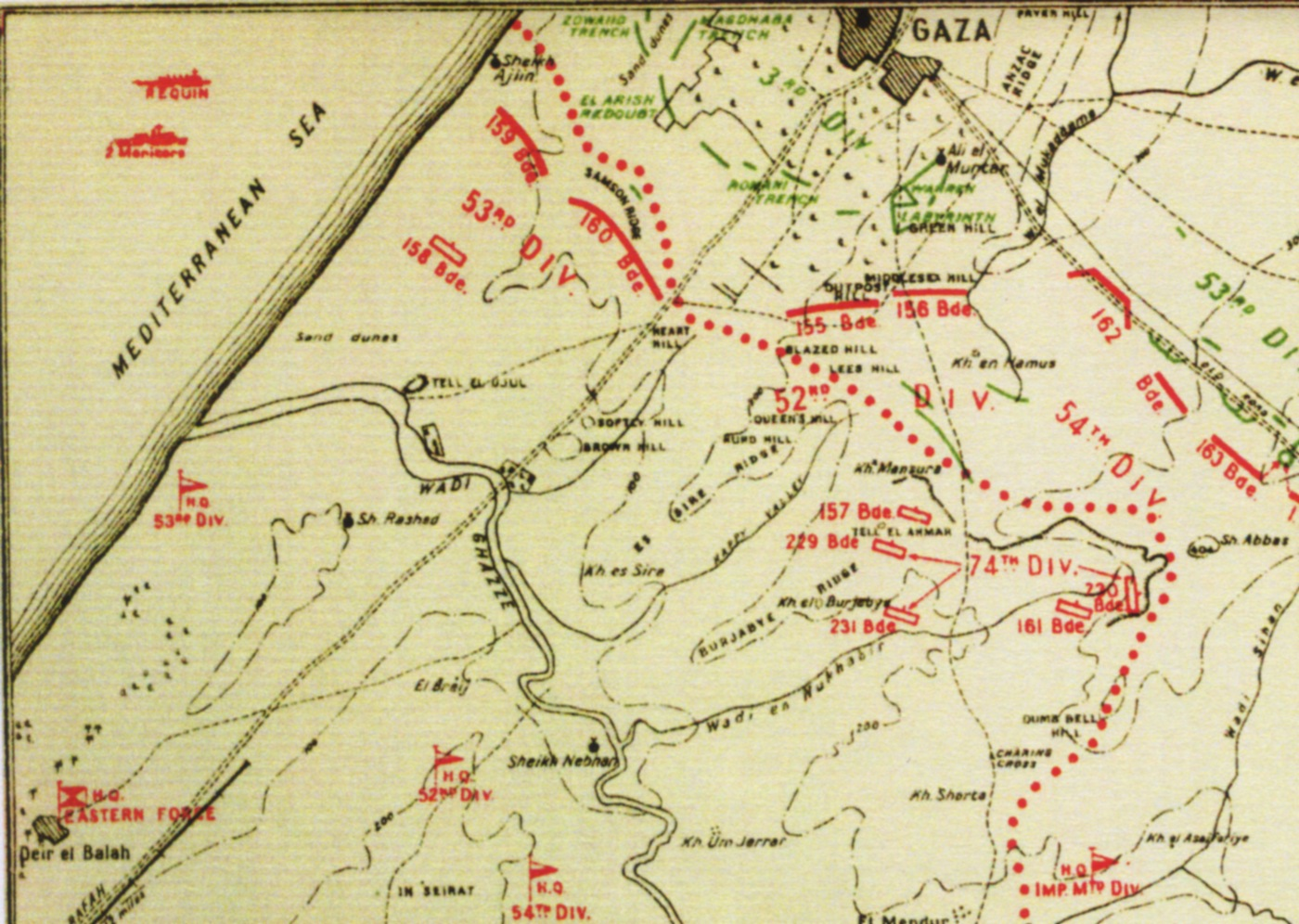
القطاع الغربي من الخط الأمامي مع مواقع الحملة المصرية لشهر أبريل باللون الأحمر

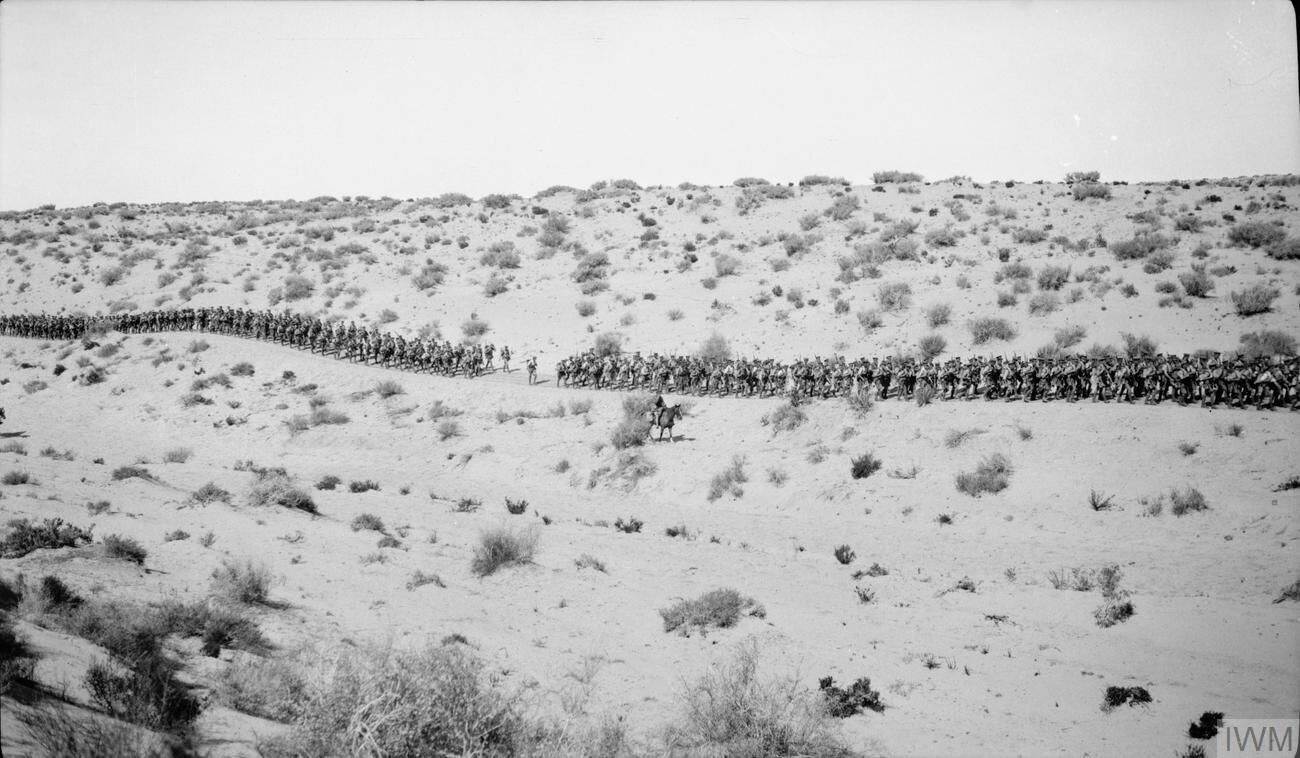
مشاة بريطانيون يسيرون على الطريق السلكي عبر الصحراء بين بير المزار والبردويل في فبراير 1917

بعد هزيمتهم الثانية في غزة في أبريل أقال الجنرال أرشيبالد موراي قائد القوة الشرقية اللفتنانت جنرال تشارلز دوبيل، ورُقي اللفتنانت جنرال فيليب شيتود لقيادة القوة الشرقية، بينما رُقي هاري شوفيل إلى رتبة فريق لقيادة وحدة عمود الصحراء. ورُقي اللواء إدوارد شايتور من لواء المدفعية المركبة لقيادة فرقة أنزاك الخيالة ليحل محل شوفيل، ومع وصول الجنرال إدموند اللنبي في يونيو تم إعفاء موراي أيضًا من قيادة قوة المشاة المصرية وأُعيد إلى إنجلترا.
على الرغم من أن الأولويات الإستراتيجية لأنور باشا وهيئة الأركان العامة العثمانية كانت تتمثل في دفع القوة الاقتصادية الأوروبية إلى قناة السويس واستعادة بغداد وبلاد ما بين النهرين وبلاد فارس،  إلا أن القوات العثمانية المنتصرة لم تكن في أبريل 1917 في وضع يسمح لها بشن هجوم مضاد واسع النطاق فور انتصارهم الثاني في غزة، كان يمكن أن يكون هجوم من هذا النوع على خطوط دفاع مبدئية للحملة المصرية في شمال حافة النقب كارثيًا بالنسبة للحملة المصرية.
وبدلاً من ذلك أقام الطرفان دفاعات دائمة تمتد من البحر غرب غزة إلى شلال على وادي غزة، ومن الشلال امتد خط دفاع القوة المصرية إلى الجاملي قبل أن يستمر جنوبًا 7 ميل (11 كـم) إلى تل الفارة. كان القطاع الغربي (الممتد من غزة إلى تل الجامع) متخندقًا بشدة ومسلحًا بأسلاك شائكة ويدافع عنه جنود من حملة المصرية والجيش العثماني. كان يتولى حراسة القطاع الشرقي والذي يمتد شرقًا وجنوبًا عبر المستنقعات المفتوحة جنود مشاة، وفي كل فرصة تؤرق دوريات وأفواج مواقع قواتها المعارضة في حين تُخطَّط لآبار الماء والخزانات.
كانت مدينة غزة محصنة بشدة، حيث تم تطويرها إلى “حصن حديث قوي، متخندق ومسلح بشكل جيد، ولديه مراقبة جيدة وجليس على وجهه الجنوبي والجنوبي الشرقي. امتد الخط الأمامي العثماني المرعب من غزة لمسافة 30 ميلًا (48 كيلومترًا) شرقًا، ويهيمن على البلاد إلى الجنوب، حيث نشرت الحملة المصرية في بلاد منخفضة مفتوحة تقطعها وديان عميقة. كانت دفاعات العثمانية في وسط الخط تدعم بعضها البعض حيث كانت تطل على المستنقعات، مما يجعل الهجوم المباشر أمرًا شبه مستحيل. وبين غزة والحريرة تم تعزيز الدفاعات العثمانية وتوسيعها على طول طريق غزة بئر السبع، شرق خط سكة حديد فلسطين من بئر السبع. على الرغم من أن هذه الخنادق لم تمتد إلى بئر السبع، إلا أن التحصينات القوية جعلت المدينة المعزولة حصنًا.
يُسيطر وادي غزة على الجانب الشرقي المفتوح، والذي في بداية المواجهة العسكرية لم يمكن ممكنًا عبوره سوى من خمسة أماكن وهي: المنطقة الممتدة على الساحل الشرقي للبحر المتوسط، ومعبر الطريق الرئيسي من دير البلح إلى غزة، ومعبر تل الجميع (الذي استخدم خلال معركة غزة الأولى)، ومعبر شلال في طريق خان يونس إلى بئر السبع، ومعبر تل الفارة في طريق رفح إلى بئر السبع. ويعود سبب صعوبة عبور الوادي في غير هذه الأماكن إلى الجدران الرأسية التي تصل ارتفاعها إلى 50-60 قدمًا (15-18 مترًا)، والتي شكلتها الفيضانات العادية على سهل غزة-بئر السبع. وتم إنشاء معابر إضافية خلال فترة المواجهة العسكرية.
تقع بئر السبع عند سفح تلال الخيل وبُنيت على الضفة الشرقية لوادي السبع الذي ينضم إلى وادي غزة في بئر العصاني، قبل أن يمتد إلى البحر الأبيض المتوسط، وتقع المدينة على الطرف الشمالي الغربي من سهل مستوي وخالي من الأشجار يبلغ طوله نحو 4 أميال (6.4 كيلومتر) وعرضه نحو 3 أميال (4.8 كيلومتر)، ويحيط بها تلال وصخور صخرية. وترتفع تويل أبو جرمًا وال على بعد 6 أميال (9.7 كيلومتر) شمال شرق المدينة على الحافة الجنوبية لتلال الخليل، ويبلغ ارتفاعه 1,558 قدم (475 متر)، ويطل على المدينة بفارق 700 قدم (210 متر)؛ وتمتد التلال الأقل ارتفاعًا شرقًا وجنوبًا، مع تفرع لهضبة أدوم في الجنوب الشرقي يمتد نحو المدينة.

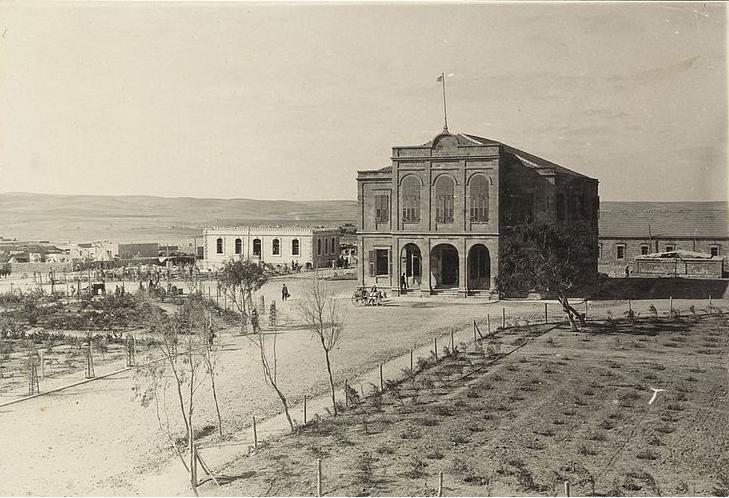
بئر السبع سيراي

منذ العصور القديمة، كانت المدينة مركزًا تجاريًا، حيث تنشر منه الطرق في جميع الاتجاهات. إلى الشمال الشرقي، تمتد الطريق المعبدة الوحيدة في المنطقة على طول عمود فقري لتلال الخليل إلى القدس، عبر الظاهرية والخليل وبيت لحم، على طول وادي الخليل. إلى الشمال الغربي تعبر الطريق إلى غزة المبعدة 26 ميلاً (42 كيلومتر) عبر السهل المفتوح، وإلى الغرب يمتد المسار إلى رفح عبر تل الفارة (على وادي غزة)، في حين أن الطريق الجنوبي إلى أصلوج وحفير العوجا يمتد من الطريق المعبد الوحيد من القدس.
طور العثمانيون بئر السبع حيث كانت مركز لتجارة الجمال على الحافة الشمالية للنقب، في منتصف الطريق بين البحر المتوسط والبحر الميت. وكانت على خط السكك الحديدية التي تربط اسطنبول بعوجة الحفير (القاعدة العثمانية الرئيسية في الصحراء خلال الهجوم على قناة السويس في عام 1915)، والتي تعرضت لأضرار لا يمكن إصلاحها في مايو 1917 خلال هجوم للجيش البريطاني. كانت مباني مستشفى بئر السبع، وثكنات الجيش، ومحطة السكك الحديدية (مع برج المياه)، ومشاتل القطارات، والمباني الكبيرة للتخزين، وساحة منازل، مباني حجرية جيدة التصميم ومبنيه بقوة، مع أسقف قرميدية حمراء. كان سكان المنطقة من بئر السبع شمالًا متنوعًا؛ حيث يتكون سكانها بشكل رئيسي من العرب الذين يلتزمون بالإسلام السني، مع وجود بعض المستوطنين اليهود والمسيحيين.
قرر الجيش البريطاني المصري غزو أراضي الدولة العثمانية قبل معركة غزة الأولى، على أساس ثلاثة أهداف رئيسية للحرب البريطانية: الحفاظ على الهيمنة البحرية في البحر المتوسط، والحفاظ على توازن القوى في أوروبا، وحماية مصر والهند والخليج الفارسي. وعلى الرغم من هزائم الجيش البريطاني المصري في معركتين في غزة (بنحو 10 ألف قتيل وجريح)،  فقد خطط آلنبي للتقدم في فلسطين والاستيلاء على القدس لتأمين المنطقة وقطع طريق القوات العثمانية في العراق عن تلك في بلاد الشام وشبه الجزيرة العربية، وكان احتلال غزة المُهيمنة على الطريق الساحلي من مصر إلى يافا خطوة أولى نحو تحقيق هذه الأهداف.

### خطوط الاتصال

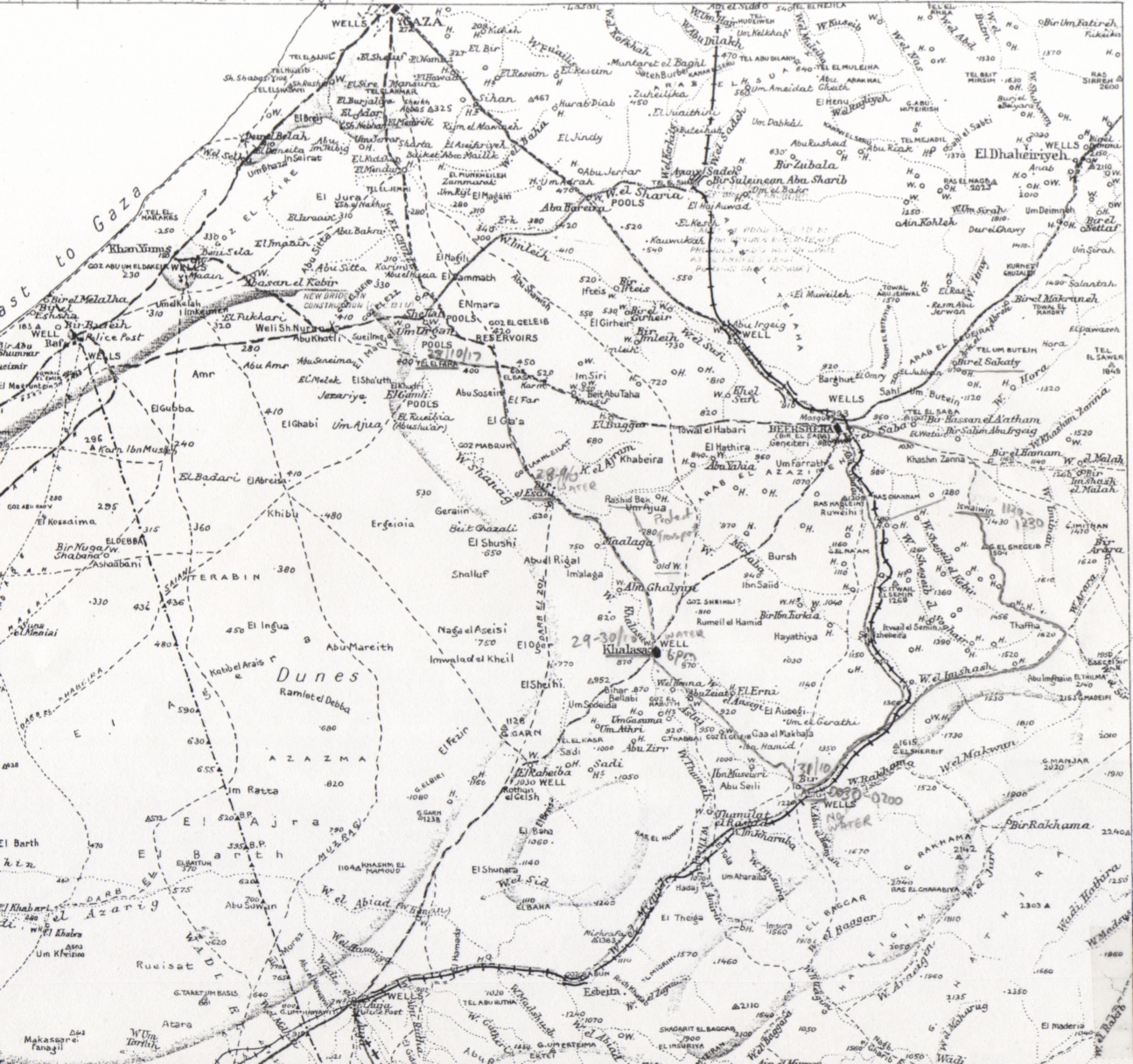
غزة إلى بئر السبع، على حافة النقب. خريطة قسم المسح الجغرافي للجيش البريطاني مؤرخة 7 و22 يناير 1917.

خلال فترة الجمود من أبريل حتى نهاية أكتوبر 1917، قامت قوات الجيش البريطاني في مصر والجيش العثماني بتحسين خطوط الاتصالات وتوسيع شبكة السكك الحديدية والمياه، كما قاموا بإرسال القوات والمدافع والذخيرة إلى الجبهة الأمامية للدفاع عنها. في حين ان اتصالات الجيش العثماني انكمشت نتيجة الانسحاب عبر سيناء، ازدادت مسافة الاتصال لدى الجيش البريطاني في تقدمهم عبر شبه جزيرة سيناء إلى جنوب فلسطين، وهو ما استدعى استثمارًا كبيرًا في البنية التحتية. ونظرا لأن كتيبة من الفرسان الخفيفة، والبنادق المتحركة، والعسكريين الفرسان (بما في ذلك فرق المشاة) تتألف من نحو 2000 جندي يحتاجون إلى الذخيرة والمؤن والإمدادات، فإن هذا الأمر يشكل مهمة كبيرة.
بحلول مارس 1917، بُني نحو 203 ميل (327 كـم) من الطرق الحجرية و86 ميل (138 كـم) من الطرق الخشبية والأسلاك الشائكة و300 ميل (480 كـم) من خطوط الأنابيب للمياه، و388 ميل (624 كـم) من خطوط السكك الحديدية بمعدل كيلومتر واحد يوميًا. كانت نهاية السكك الحديدية على بعد 30 ميل (48 كـم) من غزة، ولكن بحلول منتصف أبريل وصل الخط إلى دير البلح، مع إكمال خط فرعي إلى شلال. ونظرًا لعدم قدرة القوات البريطانية على الابتعاد عن نقطة الرأس لمسافة كبيرة في ظل غياب الدعم اللوجستي، فقد تم إنشاء قطارات عربات مجرورة بالخيل والبغال.  

## مقدمة

### القوة العثمانية

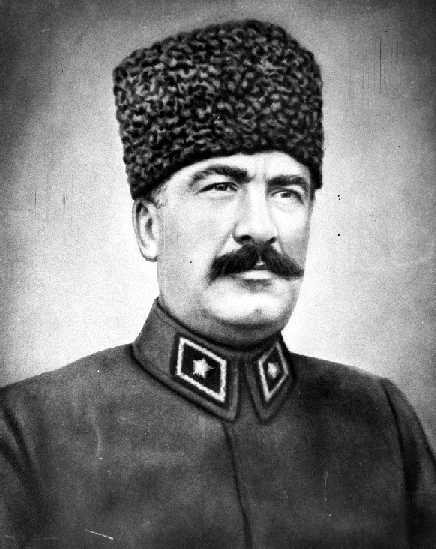
قائد الجيش السابع العثماني فيفزي باشا (المعروف أيضًا باسم مارشال فوزي جقمك) في أكتوبر 1923

بعد عدة أسابيع من فوز العثمانيين في المعركة الثانية لغزة، تم تعزيز الجنرال كريس فون كرسنشتاين (قائد الفوج الثالث والسادس عشر والثالث والخمسين من الجيش الرابع) بالفوجين السابع والرابع والخمسين., كانت شريعة مقرًا للقوة العثمانية التي تم قيادتها من قبل الألمان للدفاع عن خط غزة-بئر السبع حتى يونيو 1917، ولكن نتيجةً للقصف الجوي لقوات القوات البريطانية في الشرق الأوسط، تم نقلها إلى هوج في يوليو. وأُعيد تنظيم هذه القوة إلى جيشين للدفاع عن خط غزة بئر السبع: الجيش العشرون (فرق المشاة 16 و54، و178، وفرقة الفرسان الثالثة)، والفيلق الثاني والعشرون (المشاة 3 و7 و53). وبحلول يوليو ارتفع عدد الجنود العثمانيين الذين يدافعون عن خط غزة-بئر السبع إلى 151742 بندقية، و354 مدفع رشاش، و330 مدفعا. بينما دافع الفيلق الثاني والعشرون عن غزة مع الفوجين الثالث والخمسين.
كانت بئر السبع محصّنة بواسطة الجيش العثماني بقيادة الجيش الثالث، الذي كان يقوده عصمت إينونو، ومقره في المدينة ذاتها، وكان الجيش الثالث قد دافع عن جاليبولي في عام 1915. ولا يزال بأمكان الجيش العثماني مواجهة الجيش البريطاني وأظهر مستوى عالٍ من الحركية العملياتية والتكتيكية خلال معارك الخط من غزة إلى بئر السبع. تألف هذا الفيلق من الفوجين 67 و81 (الفرقة 27) بإجمالي 2408 بندقية (حيث بلغت نسبة العرب فيهم 76 في المئة)، والفوجين 6 و8 من كتيبة لانسر (فرقة الفرسان الثالثة)، والفوج 48 (الفرقة 16)، والفوج الثاني (الفرقة 24). وكان الفوج 143 التابع للفيلق العشرين والذي يضم نحو 4400 بندقية، و60 مدفع آلي، و28 مدفعًا ميدانيًا، ويقع على بعد حوالي 6 ميل (9.7 كـم) إلى الشمال الشمال الغربي من بئر السبع في تلال يهودا، ولكنها لم تشارك في العملية.
لم يتغير نشر القوات التكتيكية للفيالق العثمانية (23، و22 و20) عندما نشط إنفر باشا مجموعة جيش يلدريم (المعروفة أيضًا باسم مجموعة الصاعقة) في يونيو 1917. ويقود المجموعة الجديدة الجنرال الألماني والمشير العثماني إريش فون فالكنهاين، الوزير الأسبق للحرب في بروسيا، ورئيس أركان الجيوش الألمانية الميدانية وقائد الجيش التاسع) وعُززت المجموعة الجديدة بوحدات عثمانية زائدة نقلت من غاليسيا ورومانيا وتراقيا بعد انهيار روسيا.  
تألفت مجموعة جيش يلدريم من مقر الجيش الرابع ووحدات سورية تحت قيادة جمال باشا الذي بقي في سوريا، ومقر الجيش الرابع في فلسطين بقيادة كريس فون كريسنشتاين. تم إلغاء مقر الجيش الرابع في فلسطين في 26 سبتمبر 1917 ليعاد تنظيمه في جيشين وإعادة تسميته. تم إعادة تفعيله بعد ستة أيام كمقر للجيش العثماني الثامن الجديد، لا يزال تحت قيادة كريس فون كريسنشتاين المسؤول عن جبهة فلسطين. كما تم تفعيل الجيش السابع الجديد بقيادة فيزي باشا بعد استقالة مصطفى كمال. 

#### دفاعات بئر السبع

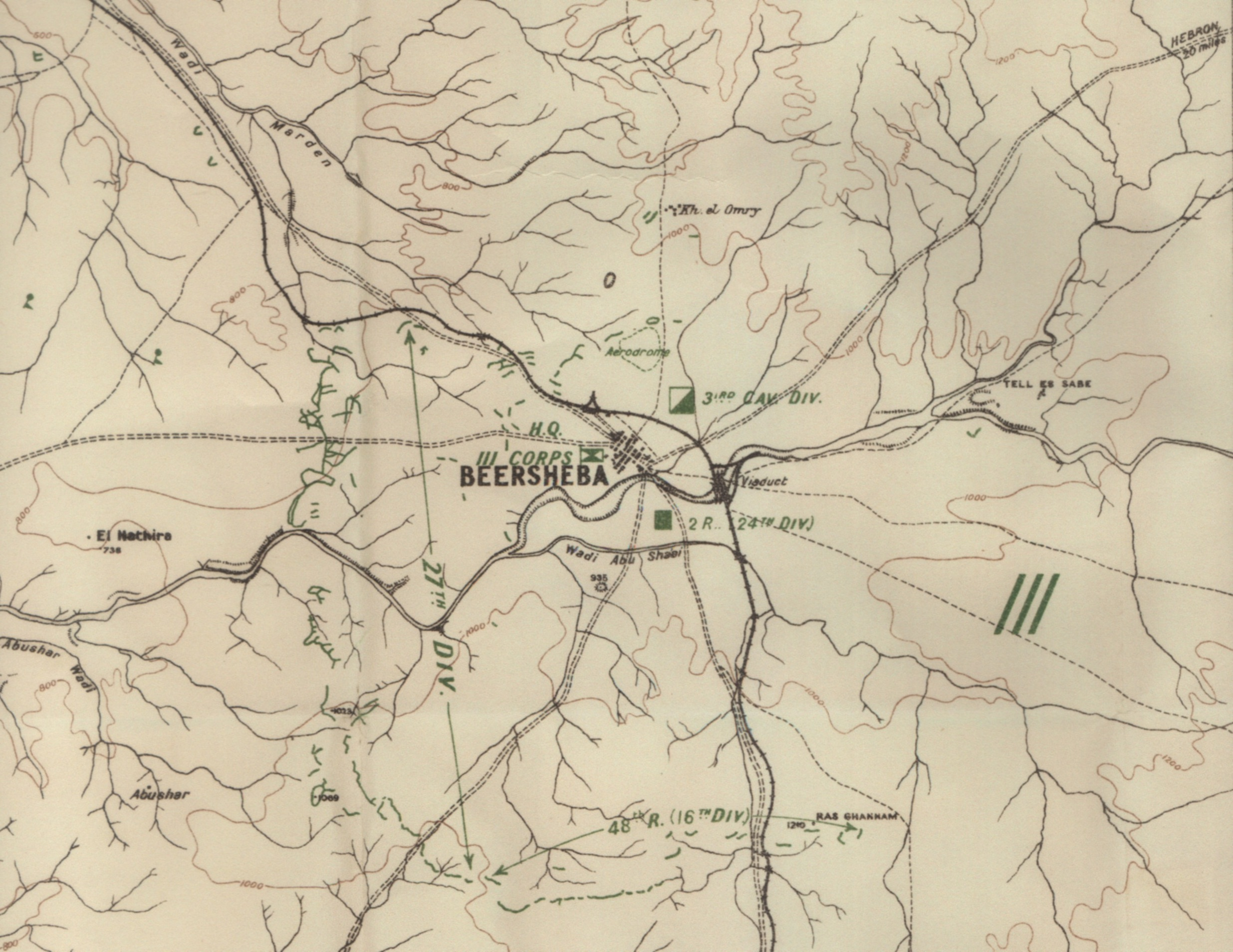
الدفاعات العثمانية

تتميز المنطقة المحيطة بالمدينة بخصائص طبيعية تصب في صالح الدفاع، إذ تقع بئر السبع في سهل متموج واسع خالي من الأشجار والمياه على الغرب، مع وجود تلال وجبال على الشمال والجنوب والشرق. وتم تعزيز هذه المعالم الجغرافية بسلسلة من الخنادق والحصون والمعاقل. فقد شُيّدت خنادق جيدة البناء، وحصون محصنة بأسلاك شائكة، ودفاعات محصنة على الاتجاه الشمالي الغربي والغربي والجنوبي الغربي لبئر السبع. وشملت هذه الشبكة الدفاعية نقاط محصنة جيداً على سلسلة من المرتفعات تمتد لمسافة تصل إلى 4 ميل (6.4 كـم) من المدينة.

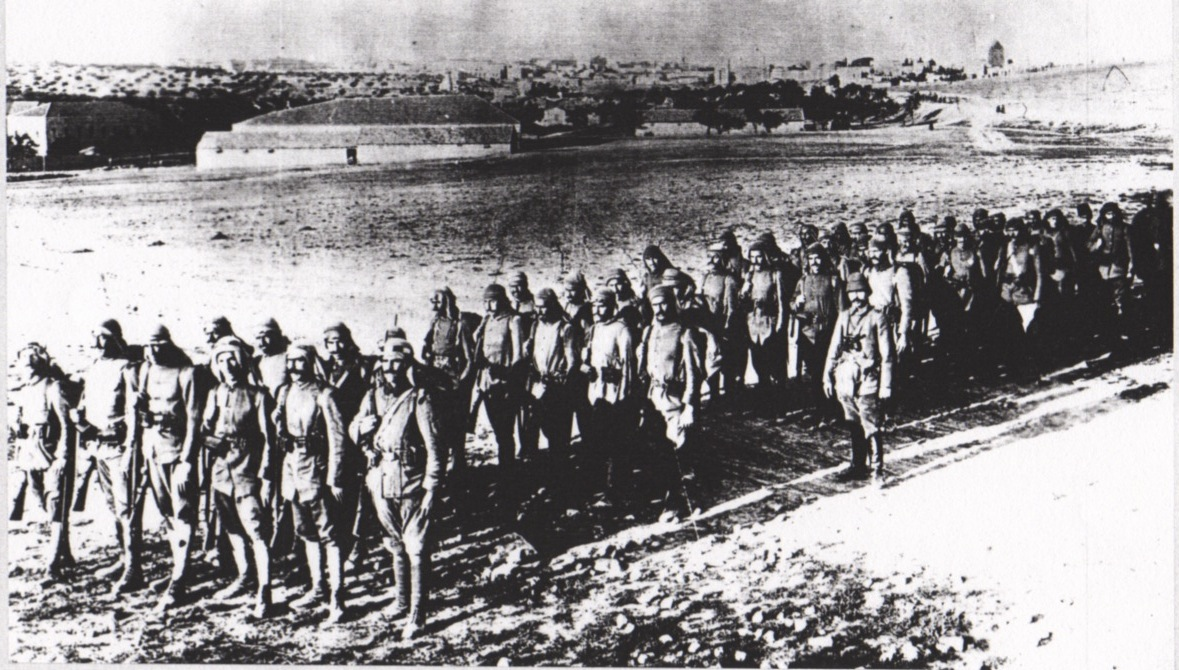
رتل مشاة عثماني حوالي عام 1917 (العديد من الجنود في الكوفية)

تمركز الدفاع على الجهة الشرقية من بئر السبع، في تل أبو محفوظ، والذي كان تتمركز فيه كتيبة من اللواء 48 وسرية رشاشات، في حين نٌشر الفوجين السادس والثامن من فرقة الفرسان الثالثة في التلال المرتفعة الممتدة شمال شرق المدينة (في سفوح تلال الخليل) لحراسة طريق القدس ومنع حصار بئر السبع. وفي الجهة الغربية والجنوبية الغربية من المدينة، تم نشر فوجي المشاة 67 و81 من الفرقة السابعة والعشرين في خط نصف دائري من الخنادق العميقة والردميات المعززة بالأسلاك الشائكة. وكانت هذه الوحدات تتألف في الأساس من "فلاحين عرب من المنطقة المحيطة، وعلى الرغم من عدم خبرتهم في القتال، إلا أنهم كانوا يدافعون عن حقولهم الخاصة".
نُشر المدافعين على النحو التالي:
- الكتيبتان الـ67 والـ81 من الجيش العثماني (التابعة للفرقة الـ27) دافعتا عن بئر السبع من الغرب وجنوب وادي السبع.
- فرقة الفرسان الثالثة نُشرت في التلال العالية شمال شرق المدينة.
- دافعت كتيبة واحدة من فوج المشاة 48 (الفرقة 16) وسرية رشاشات عن تل السبع، فيما انتشرت بقية الفوج إلى الجنوب من طريق الخلصة إلى رأس غنام، [43]
- نُشرت كتيبتان من الفوج الثاني من جنود القوات الخاصة الأناضولية من تشاناك (تحت قيادة ضباط ألمان) في الخنادق للدفاع عن الجهة الجنوبية الشرقية والتي تواجه السهول المفتوحة جنوب تل السبع.[38][43]

### الجيش البريطاني في مصر

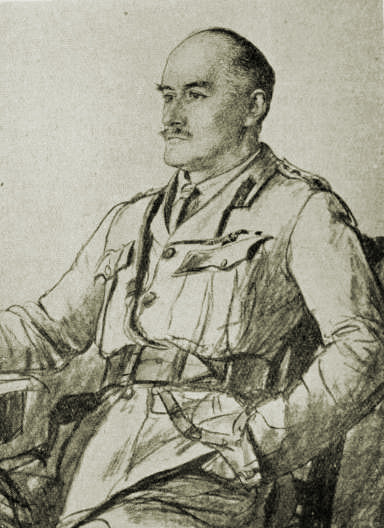
قائد قوة المشاة المصرية الجنرال إدموند ألنبي حوالي عام 1917

تم تعزيز الجيش البريطاني في مصر بوصول الكتائب المركزة السابعة والثامنة والستين التي نُقلت من سالونيك في يونيو ويوليو، وتشكيل الفرقة الخامسة والسبعين من كتائب إقليمية وهندية. أتاح وصول الفرقتين توسيع وإعادة تنظيم القوة الصحراوية إلى ثلاثة فرق مع إنشاء فرقة الخيالة يومانري. ومع ذلك، لا يزال هناك حاجة لنحو 5 ألف جندياً و400 فارس لتعزيز القوات المشاركة في المعارك الأولى والثانية لغزة في يوليو،  لجعل القوات مستعدة للمعركة القادمة. وكانت الفرقة العاشرة (الأيرلندية)، هي آخر القوات التي وصلت قبل المعركة وكانت في طريقها إلى الشمال من رفح في 29 أكتوبر.
بعد أن تولى الجنرال إدموند ألنبي قيادة القوة المصرية البريطانية (EEF) في منتصف ليل 28 يونيو،  أعاد تنظيم القوة لتعكس التفكير المعاصر ولتشبه تنظيم جيش ألنبي في فرنسا. فألغى القوة الشرقية وأنشأ في مكانها فيلق مشاة وفيلق راكب تحت قيادته: وهما الفيلق العشرون، والفيلق الحادي والعشرون، والفيلق المسلح الصحراوي (الذي كان سابقًا العمود الصحراوي).

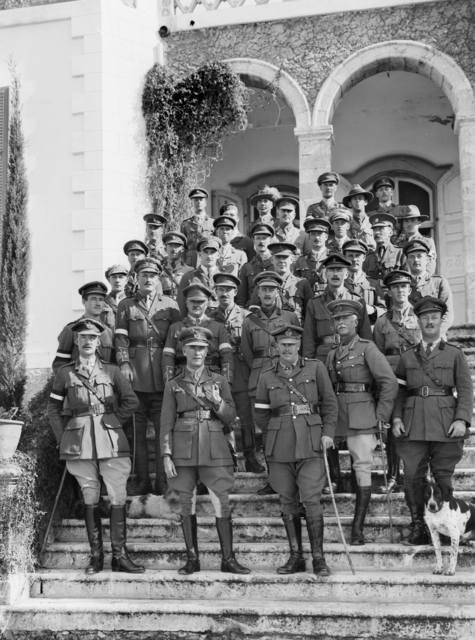
اللفتنانت جنرال شوفيل مع طاقم قيادة فيلق الصحراء

بحلول 30 أكتوبر، كان هناك 47,500 بندقية في الفرقة 53 (الويلزية) والفرقة 60 (لندن) والفرقة 74 (اليومانري) في الجيش البريطاني (بالإضافة إلى الفرقة الأيرلندية العاشرة واليومانري اللندني 1/2)، ونحو 15,000 فرد في فرقتين من قوات المدفعية البرية المنتشرة للهجوم على بئر السبع. وكان معظم الجنود في الفرق البريطانية قوات احتياطية تم تعبئتها بعد اندلاع الحرب. عدة فرق شاركت في حملة جاليبولي، حيث شاركت الفرقة 52 (لوولاند) في الجبهة الشرقية، والفرقة 53 (الويلزية) والفرقة 54 (شرق إنجلترا) في خليج سوفلا.
خدمت الفرقة الستون (لندن) على الجبهة الغربية وفي سالونيكا، وتم تشكيل الفرقة 74 (يومانري) مؤخرًا من 18 كتيبة ميليشيات ضعيفة القوة قاتلت سابقًا في غاليبولي. وخدمت الفرقة العاشرة (الأيرلندية) وهي فرقة من الجيش الجديد (K1) في غاليبولي أيضًا، كما خدمت الكتائب المسلحة الخفيفة والمسلحة في فرقة أنزاك والفرقة المسلحة الأسترالية أيضًا بدون خيول في غاليبولي.

#### خطة الهجوم

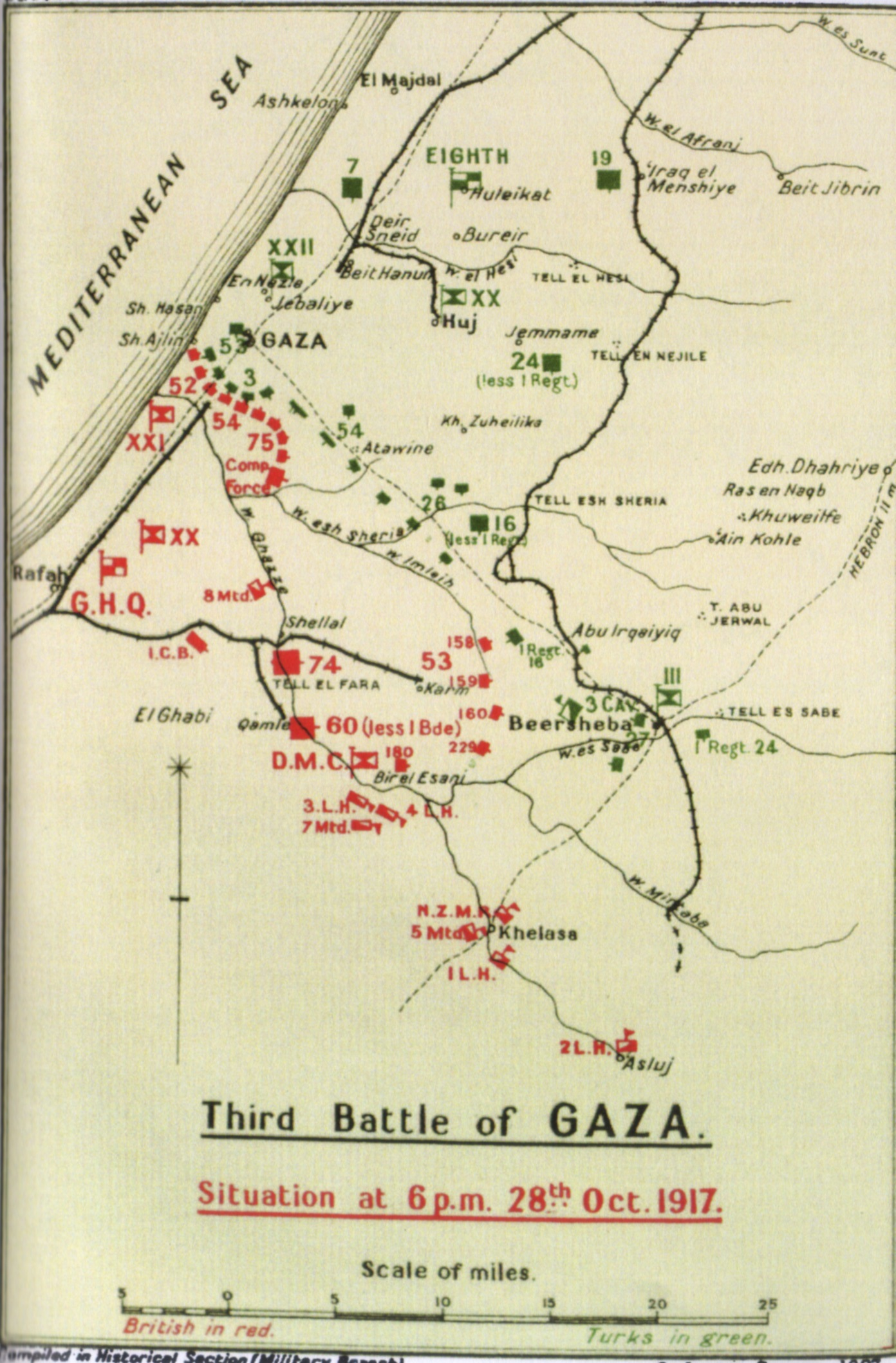
خط غزة - بئر السبع الساعة 18:00، 28 أكتوبر 1917

سيقوم الفيلق 20 مع لواء الجمال الإمبراطوري، وجيش تشوفيل الصحراوي (باستثناء فرقة يومانري الخيالة في شلال) بالهجوم الرئيسي على بئر السبع، في حين يحتفظ الفيلق 21 بخنادق قطاع غزة والخط الأمامي المؤدي إلى الساحل المتوسط. يعتمد النجاح في بئر السبع على الهجوم بحزم وقوة لأنه في حالة عدم النجاح سيتعين على الفصائل المهاجمة الانسحاب بسبب البلدة الجافة والقاسية على الحافة الشمالية من النقب.
حدد أللنبي الخطط على مستوى الجيش والفرق وأهدافها،  سيتقدم الفيلق 20 من الجنوب والجنوب الغربي نحو بئر السبع، مع قيام الفرقتين 60 (لندن) و74 (يومانري) بمهاجمة الدفاعات بين طريق الخلاصة إلى بئر السبع ووادي صبا.   وابتداءً من فجر ذلك اليوم ستهاجم فرقتا المشاة الدفاعات الخارجية على التلال المرتفعة غرب وجنوب غرب بئر السبع في مرحلتين بعد قصف مسبق. وكانت الهدف الأساسي للهجوم هو الخنادق التي تحمي بئر السبع ومدافع الآتوم التي تدعمها. وبعد ذلك، سيسيطر الجيش على التلال المرتفعة على الجانب الغربي من المدينة.
كان الجناح الأيسر لهم محميًا بواسطة مجموعة سميث، المؤلفة من اللواء 158 (الفرقة 53) مع استثناء كتيبتين ولواء الجمال الإمبراطوري. قامت هذه المجموعة بأوامر من الفرقة 74 (يومانري)، بالاستيلاء على قسم من دفاع بئر السبع الممتد شمالًا من وادي السبع نحو طريق بئر السبع-تل الفارة. ونُشرت الفرقة 53 (الويلزية) (مع لواء من الفرقة 10 الأيرلندية) على خط يبلغ طوله 7 أميال (11 كم) يمتد غربًا إلى حوالي ميل واحد (1.6 كم) من محطة سكة حديد كرم.
نُشر بقية الفرقة العاشرة الأيرلندية في احتياطي الفيلق 20 شرق وادي غزة في شلال، حيث كان من المفترض أن ينشر فرقة الفرسان المجنحة (تحت قيادة ألنبي) خطًا من المراصد تربط الفيلق 20 مع الفيلق 21 في الجبهة الغزية من الخط بالقرب من المندور.
كانت المرحلة الأولى من الهجوم بواسطة الفرقة المسلحة أنزاك، مع الفرقة المسلحة الأسترالية في الاحتياط، للاستيلاء على خط التراجع الشمالي للحامية العثمانية بقطع طريق القدس. ثم المهاجمة والاستيلاء على بئر السبع وآبار مياهها في أسرع وقت ممكن لمنع انسحاب الحامية العثمانية. وعلى يسارهم سيربط فوجان من لواء الخيالة السابع بين الفيلق 20 والفيلق المسلح الصحراوي لمهاجمة دفاعات جنوب المدينة.

#### التحركات الأولية

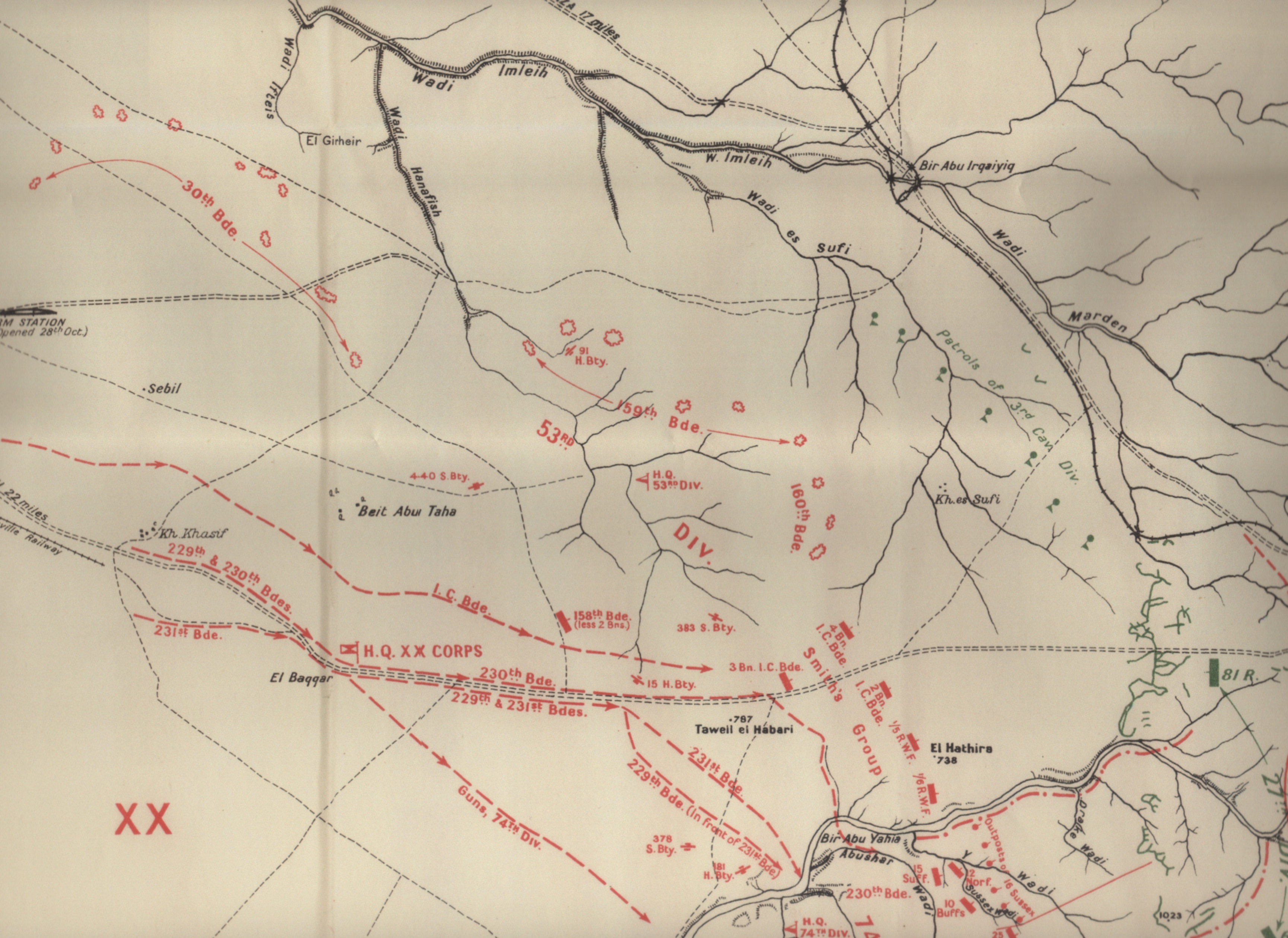
مشاة تقترب من قرب كرم باتجاه بئر السبع

بدءًا من 24 أكتوبر، انتقلت الفرقة الفرسانية الأسترالية إلى رشيد بيك، في حين انتقلت لواء الفرسان المركزي النيوزيلندي إلى عيساني، وذلك على امتداد 15 ميل (24 كـم) من بئر عسلوج الذي نُقل اليه اللواء الثاني للفرسان الخفيف، لتطوير إمدادات المياه التي ظلت غير كافية في 27 أكتوبر. تفقد اللنبي المشاريع الثلاثة لتوسيع إمدادات المياه، في خلاصة 10 ميل (16 كـم) من عيساني وأصلوج ومشروع الشلال. تفقد الاستعدادات لبناء سكة حديد أمامية (للبدء في وقت واحد مع الهجوم)، والوحدات الخلفية العاملة في المعسكرات المهجورة، مما يجعلها تبدو وكأنها لا تزال قيد الاستخدام.
أوصل ألينبي إلى الجميع شعوراً بأهمية العمل الذي يولونه،  لكن القوات العثمانية تلقت معلومات عن التراكمات العسكرية: "هناك أدلة تشير إلى أنهم [مجموعة جيش يلدريم] كانوا على دراية تقريباً دقيقة بتمركزات الجيش البريطاني". وتم تأكيد ذلك في 28 أكتوبر عندما علمت مجموعة جيش يلدريم أن المعسكرات في خان يونس ورفح خالية. ووضعوا ثلاث فرق مشاة شرق وادي غزة بالإضافة إلى الفرقة الرابعة - الفرقة العشرة الأيرلندية - التي كانت تقترب من الوادي، مع تقدير وجود المزيد من الفرسان في أصلوج وخلصة.

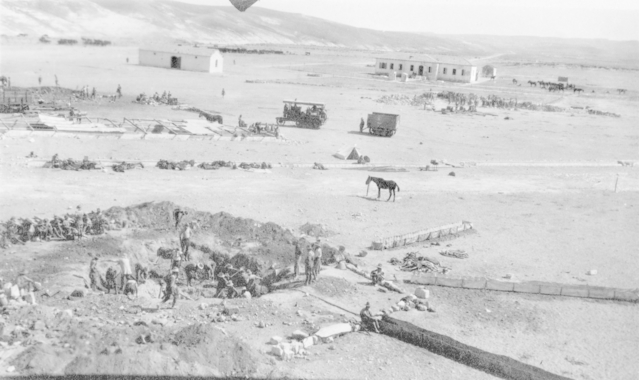
اصلاح وتطوير مصادر المياه في اصلوج

استمرت عمليات الاستطلاع يوم الأحد 28 أكتوبر حيث تحركت لواء الفرسان المرتبط بالجيش الخامس إلى رأس حابلين، جنوب منطقة رأس غنام، وأفاد بأن الجيش العثماني يحتل المحاصرات وخطوط الخنادق شرق أبو شار والخيام في رأس حابلين. كما استطلع اللواء السادس للفرسان الخفيفة في منطقة وادي شجيب الصغير، وأفاد بأن خنادق رأس غنام كانت تحتلها قوات الجيش العثماني.
استعدت فرقة الخيالة الأسترالية وفرقة أنزاك للتحرك شرقًا في 29 أكتوبر،  وانضمت مدافع السفن البحرية البريطانية والفرنسية على البحر الأبيض المتوسط إلى القصف المدفعي على غزة (الذي بدأ قبل يومين).
وبتعليمات من الفيلق 20 انتقلت فرقة الخيالة يومانري، المنفصلة عن فيلق الصحراء، من ساحل البحر الأبيض المتوسط إلى وادي غزة بين شلال وتل الفارعة،  وتقدمت مشاة الفرقة 74 (يومانري) إلى يمين الفرقة 53 (الويلزية)، وحافظت على الخط الأمامي للمواجهة أمام البقعة في البوقار، بينما تقدمت وحدات الصف الأمامي من الفرقة 60 اللندنية نحو مالقة، وتقدمت الفرقة الأيرلندية العاشرة من رفح. وفي مساء 29 أكتوبر تجمعت فرقة أنزاك الخيالة (فيلق الصحراء) في عسلوج، بينما بدأت فرقة الخيالة الأسترالية في الوصول إلى خلصة.

#### مسيرات الاقتراب 30-31 أكتوبر

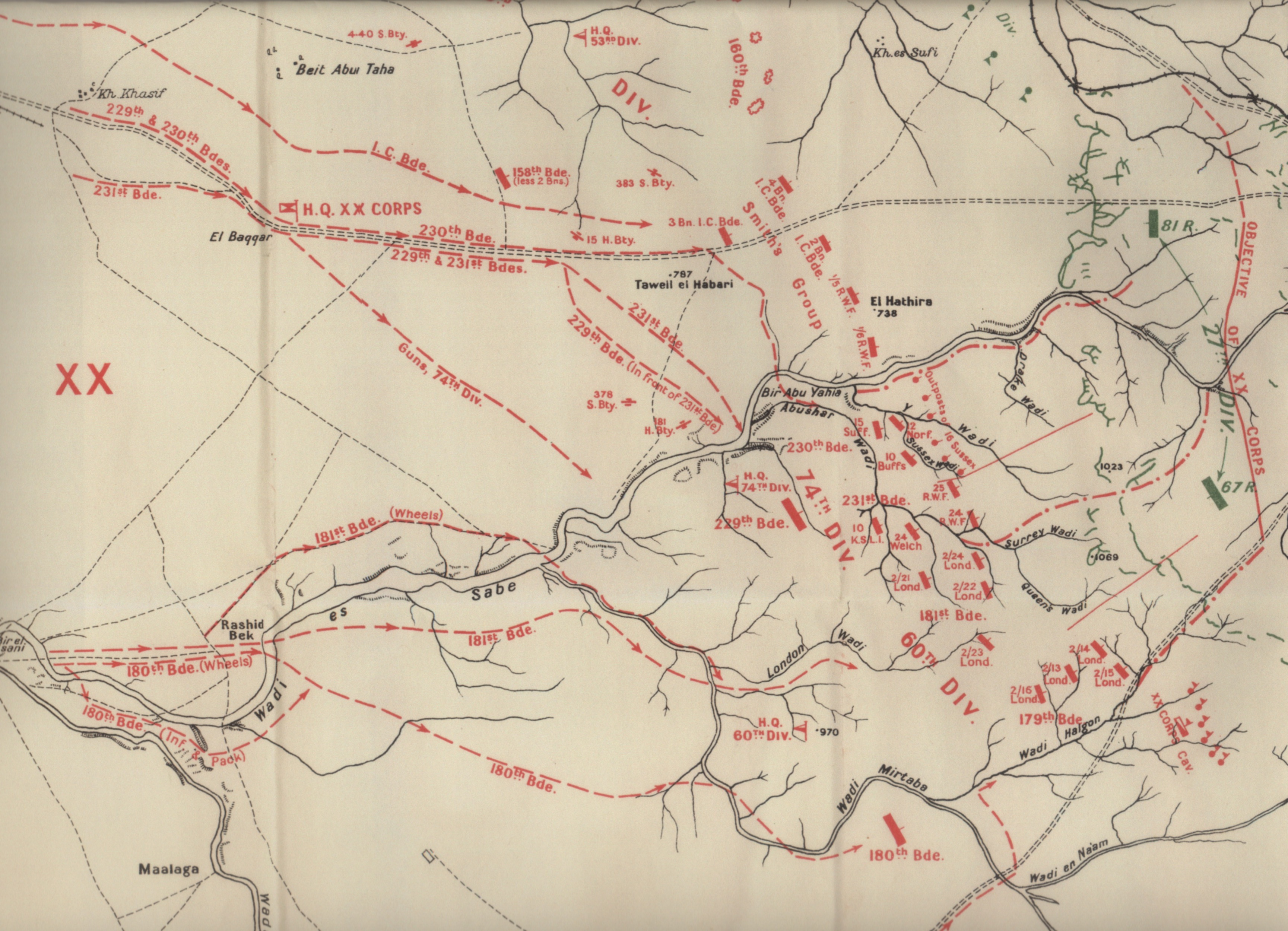
مسيرات اقتراب المشاة

تم الانتهاء من الترتيبات الواسعة والمعقدة اللازمة لدعم الهجوم البري من الغرب والهجوم المرتجل من الشرق في 30 أكتوبر، حيث تحركت هذه القوات المهاجمة إلى مواقعها في مسافة مسيرة يوم واحد من نقطة انتشارها. وتم تركيز ثلاثة فرق من الفيلق 20 في المواقع التالية: الفرقة 53 (ويلز) في جوز الجليب، والفرقة 60 (لندن) في عساني، والفرقة 74 (يومانري) في خصيف. وزُودت القوات التي ستقترب في مرحلة ما قبل الهجوم النهائية، بالشاي والروم للاستهلاك في اليوم التالي، وكانت وجبات الرحلات المقدمة لهم تحتوي على خمسة بصلات وعلبة من اللحم البقري، وشريحة من لحم الخنزير المقدد المطبوخ والبسكويت والتمر.
في الساعة الخامسة مساءً، فتح تشيتود مقر قيادة الفرقة العشرون بعد وصوله إلى البقعة المسماة البقار، وبعد نصف ساعة بدأت مسيرات المشاة في الاقتراب، حيث تقدمت الفرقة الرابعة والسبعون (يومانري) على طول الطريق المؤدية من تل الفارعة إلى بئر السبع، بقيادة اللواء 22 التابع للفرقة، وقامت إحدى اللواءات بالتقدم شمال الطريق والأخرى جنوبه. في حين تقدمت الفرقة الستون (لندن) من أبو غيلون، وبئر العصاني ورشيد بيك في ثلاث مجموعات، وتقدم اللواء 181 (على اليسار) شمال وادي السبع، بينما تقدم اللواء 179 (على اليمين). باتجاه طريق الخلاصة - بئر السبع.
تعرضت قوة الاقتحام الأولى التابعة للواء 179 (كتيبة 2/13 لندن) لهجوم عند عبور وادي حلجون. في حين تقدم اللواء 180 (في الاحتياط) مباشرة عبر أساني خلف اللواء 179، وتمركز فوج الفرسان 20، وفرسان وستمنست في الجنوب الشرقي، لتغطية جناح الفيلق على الجهة اليمنى، مع الأوامر بالتواصل مع فرقة المشاة المرابطة جنوب بئر السبع. وفي الخلف حفرت الفرقة 53 (الويلزية) خنادقها على طول وادي حنفيش، ووصلت المدفعية التابعة للفرقة العشرون في المؤخرة، كأخر مرحلة للحركة من البقعة المسماة البقار إلى وادي أبوشر وصلت عند الساعة 03:15 في يوم 31 أكتوبر.

أكدت عمليات الاستطلاع امكانية استخدام الطريق المؤدي من تل الفارعة إلى بئر السبع (عبر الخصيف والبقار) لتحريك النقل الميكانيكي الثقيل اللازم لنقل بطارية المدافع الثقيلة والذخيرة إلى الموقع قبل الهجوم. وقد قامت شركات نقل من اللوريات بذلك، حيث استخدمت 135 شاحنة لنقل المدافع عبر سيناء من القاهرة، بالإضافة إلى 134 جرار هولت لنقل الذخيرة إلى الأمام.

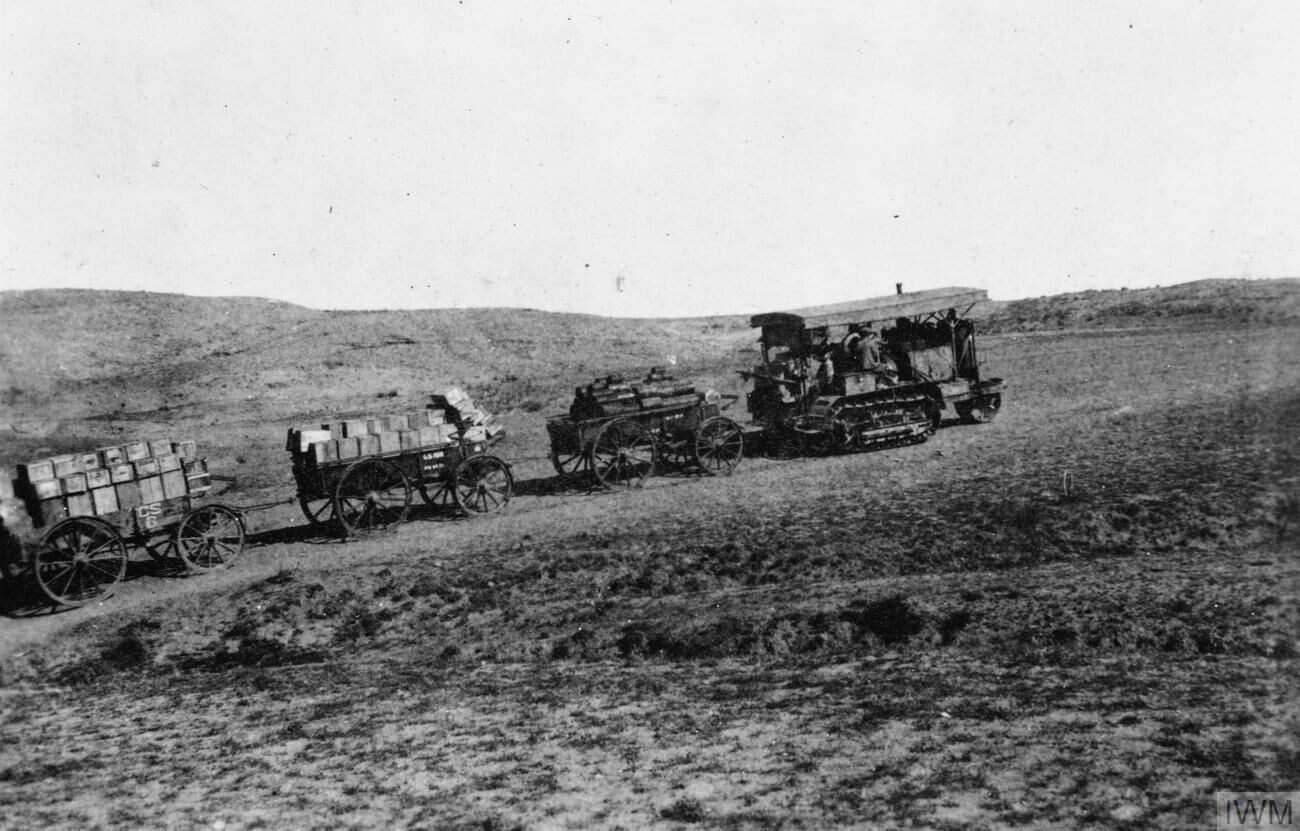
جرار كاتربيلر ينقل الذخيرة

تم إكمال نشر فصائل الجنود المشاة تحت ضوء القمر الكامل،  ووصلت الفرقة 60 (لندن) إلى خط انتشارها عند الساعة 03:25 وهي تتعرض لنيران البنادق والمدافع،  وعندما اقتربت كتيبة البنادق لمسافة تتراوح بين 2,000 و 2,500 يارد (1,800 و 2,300 م) من الخنادق العثمانية أطلق القناصة العثمانيون النار عليهم.
قبل أن يتمكنوا من الانتشار، كان على الفرقتين المتحركتين من فيلق الصحراء الراكب لمسافة بين 25 و 35 ميل (40 و 56 كـم)، لجعلهما على مسافة قريبة مدينة بئر السبع عند فجر يوم 31 أكتوبر. وصل شوفيل إلى مقر سلاح الخيالة في صحراء عسلوج بعد ظهر 30 أكتوبر، حيث تم الانتهاء من الترتيبات لمواصلة المسيرات من قبل الفرقتين المتحركتين الأسترالية وأنزاك. 

كانت فرقة الأنزاك المتحركة في أسلوج، والفرقة الأسترالية المتحركة خلفها بنحو ثلاث ساعات، وكانت الفوج المتحرك السابع في بئر العيساني. وتم إرسال البطارية رقم 11 للمدرعات الخفيفة إلى موقع على المنحدرات الشمالية لجبل الشريف لحراسة جناحهم أثناء تقدمهم للأمام. أغلق مقر الفرقة في أسلوج في الساعة 17:30 وغادرت آخر قوات فرقة أنزاك محطة السكة الحديد بعد نصف ساعة.

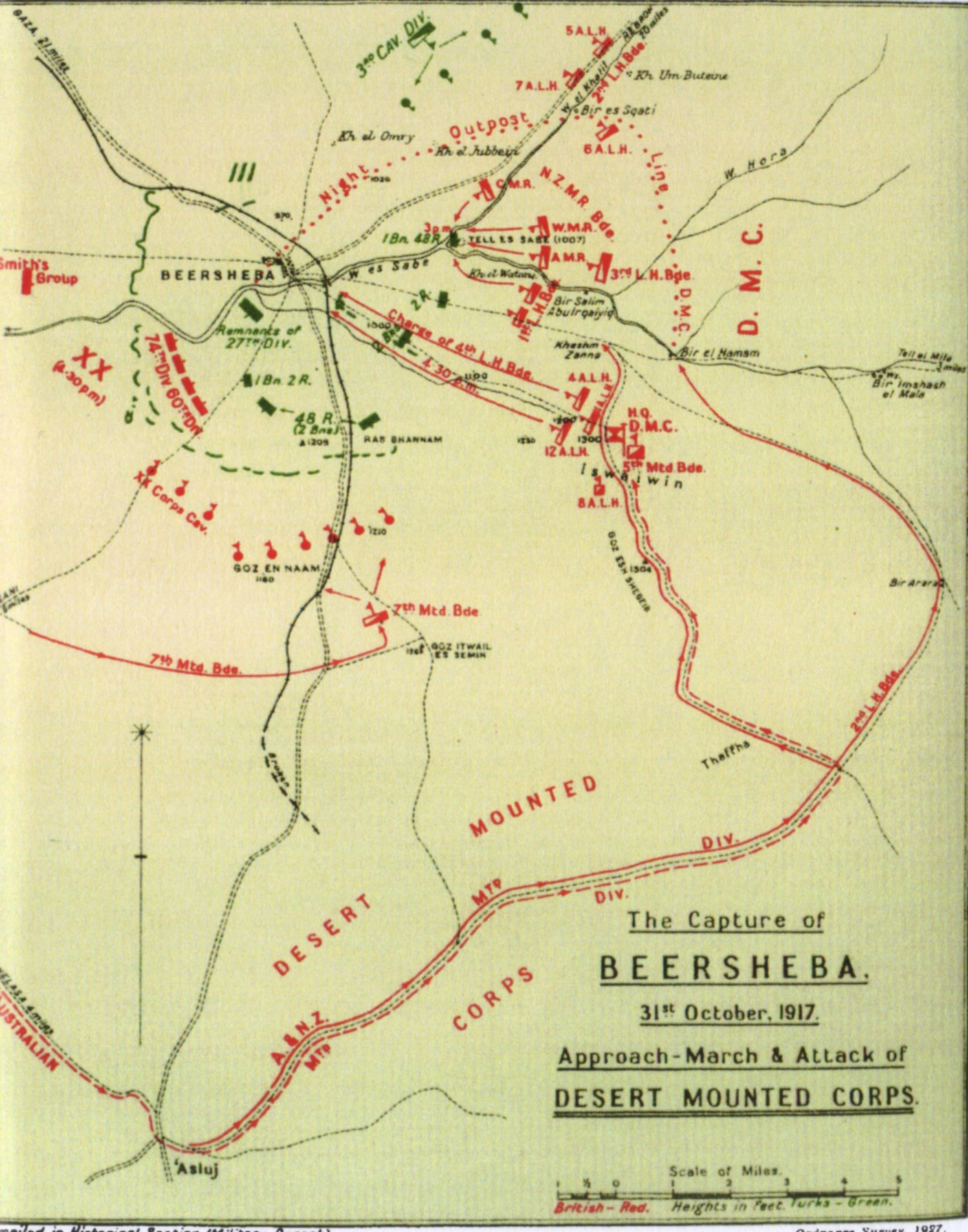
اقترب من المسيرات والهجمات

من أسلوج، سارت فرقة أنزاك على طول ضفاف وادي إمشاش لمسافة حوالي 15 كيلومتر (9.3 ميل)، حيث وصلت إلى تقاطع الطرق شرق ثافة حوالي منتصف الليل.
وتوقفت الفرقة لنحو ساعتين قبل استئناف المسير باتجاه بئر الحمام في عمق الصحراء بعد تقسيم الفرقة إلى عمودين. انطلق العمود الثاني من لواء الفرسان الخفيف إلى الشمال الشرقي، متبعًا المسار إلى بير عرعرة، حيث وصل الفوج السابع، الحصان الخفيف السابع في حوالي الساعة الثانية صباحًا. وانتظروا حتى الرابعة صباحًا لوصول بقية اللواء لمواصلة التقدم نحو بئر الحمام.
وواجه اللواء الثاني للخيول الخفيفة موقعًا عثمانيًا على تبه بعد مسافة 1 ميل (1.6 كـم) جنوب غربي الحمام، وتقدم فوج الخيول الخفيف السابع للأمام ليحتل خط يربط بين تلين على بعد 1.5 ميل (2.4 كـم) شمال الحمام الساعة 07:00، فيما بقي اللواء في بير الحمام حتى الساعة 09:30. شوهدت وحدات العثمانيون في الخنادق بالقرب من تل في الجانب الغربي من بئر السبع، وشوهد نحو اثنين من الأفواج العثمانية تتحرك شمالًا من بئر السبع باتجاه خل العمري. كما شوهدت الغبار والدخان الناجم عن القصف المدفعي للمجموعة العسكرية العاملة تحت قيادة تشيتوود، غرب وجنوب غرب بئر السبع. وبعد عبور إسويوين تمركزت فرقة الفرسان الأستراليين الجديدة بالقرب من خشيم زنة، على خط يمتد من بئر الحمام إلى بئر سالم أبو عرجيج.
خرجت فرقة الخيالة الأسترالية كقوة احتياطية في الساعة 17:00 لتصل إلى أسلوج في الساعة 20:30 في 30 أكتوبر، وبدأوا مسيرتهم الاقترابية من أسلوج في الساعة 24:00 بعد الفرقة الفرسان الأسترالية، وواصلت الفرقة مسيرها حتى التقت مع مقر فرقة الفرسان الصحراوية في الساعة 10:15 وأقامت مقر فرقتها في خشم زنة، الواقعة على بعد 5 ميل (8.0 كـم) من بئر السبع وعلى بعد 3 ميل (4.8 كـم) جنوب الدفاع العثماني الرئيسي على الجانب الشرقي لبئر السبع، ومنها يمكن الحصول على رؤية واضحة للميدان وساحة المعركة، وانضم مقرهم إلى فرقة أنزاك الخيالة وفيلق الخيالة الصحراوي، الذي وصل فجر يوم 31 أكتوبر. تقدم لواء الخيالة السابع مباشرة من بير العساني إلى محيط جوز النعم، وقطع طريق خلصة إلى بئر السبع، محتفظًا بخط يربط الفيلق 20 على اليسار وفرقة الخيالة الأسترالية على يمينهم. وفي الساعة 07:45 أبلغ اللواء إلى القوة المصرية البريطانية عن طريق الحمام الزاجل أنهم يحتلون موقعًا من جوز النعم إلى النقطة 1210، وأن رأس حلين ورأس غنان محتلان بأعداد مجهولة من المدافعين.

## المعركة

### القصف
بدأ القصف المنسق للجيش البريطاني في مصر "هجومًا متعدد الأبعاد متدرجًا" في تمام الساعة 05:55،  بما في ذلك قطع الأسلاك على جبهتين من الأجنحة العسكرية، وكان من المقرر نقل المدفعية بعد ذلك إلى استهداف المنشآت والخطوط الدفاعية العثمانية والمناطق الخلفية. وخلال هذه القصف، كان من المفترض أن تقوم المجموعات الحديدية الثقيلة المنظمة حديثًا بالعمل ضد المدافع العثمانية. وخلال هذا القصف، سقطت قذائف من النيران المدفعية العثمانية المضادة على بعض الجنود المتجمعين؛ وتعرض اللواء 231 التابع للوحدة الفرعية 74 (فرسان) واللواء 179 التابع للوحدة الفرعية 60 (لندن) لأضرار جسيمة.
تم تعليق القصف الذي شنه الجيش البريطاني في مصر ليسمح بترسيب الغبار ولمراقبي المدفعية فحص أهدافهم؛ حيث بدا أن الأسلاك لا تزال سليمة. واستؤنف القصف في تمام الساعة 07:45.

### الهجمات الأولية

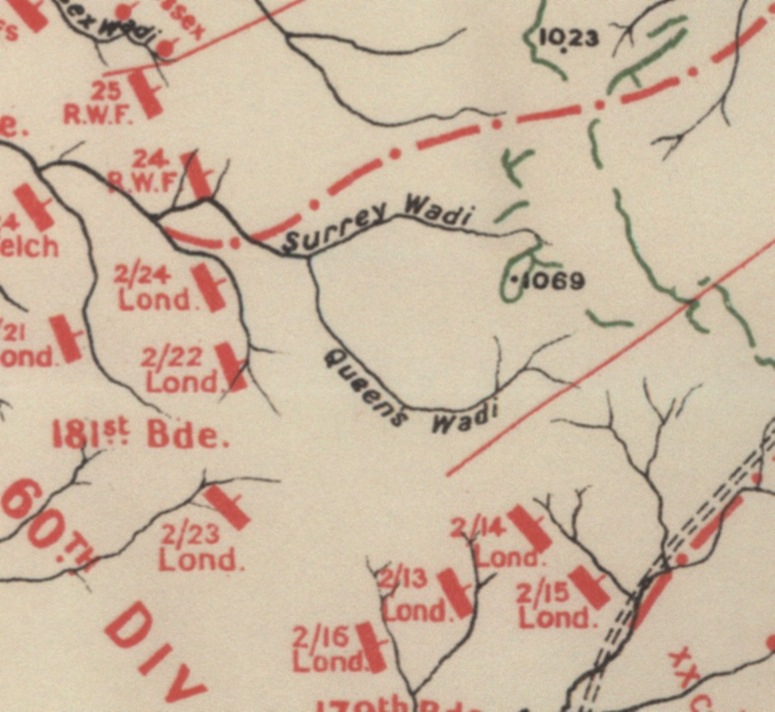
الوضع في التبتين 1069-1070.

في تمام الساعة 08:20، تم توجيه قصف حاسم وشديد لمدة عشر دقائق إلى الخنادق العثمانية التي تبعد 30 ياردة (27 مترًا) من الجنود المشاة، لتغطية عمل وحدات قطع الأسلاك. قطعوا ثغرات في الأسلاك الشائكة المتشابكة حتى تتمكن الكتائب التابعة للواء 181، والتي تنتمي للوحدة الفرعية 60 (لندن)، من شن هجومها على تلة 1070، ثم تقدمت الكتيبة 2/22 للفوج اللندني لمهاجمة المعقل على التلة، في حين هاجمت الكتيبة 2/24 اللندنية بعض الدفاعات الموجودة إلى الشمال. وسيطر اللواء 181 بسرعة على الهدفين، وأسر 90 جنديًا في حين تعرض لنحو 100 من الخسائر في القتلى والجرحى.
خلال هذا الهجوم، تقدمت اللواءات الرائدة للوحدة الفرعية 74 (يومانري) لتتماشى مع تقدم اللواء 181. ونتيجة لإطلاق نار دقيق من ذخيرة شظايا، تحركت اللواء 231 قليلاً إلى اليمين مما اضطر اللواء 230 المتواجد على اليسار إلى ملء الفراغ بسريتين داعمتينمن الفرقة العاشرة. ومع اقتراب تقدم اللواء 74 (يومانري) من الخنادق العثمانية، أبطأت الرشاشات الثقيلة تقدمهم. وبحلول الساعة 10:40، كان اللواء 231 على بعد 500 يارد (460 متر) من الخط الأمامي، في حين كان اللواء 230 على بعد حوالي 400 يارد (370 متر) خلفه. وقد جعلت هذه التقدمات (واستيلاء القوات على تلة 1070) من الممكن لمدافع الجيش البريطاني الثقيلة المتقدمة في المنطقة، استهداف الأسلاك الشائكة التي تحمي الخط الدفاعي العثماني الرئيسي والمراصد العثمانية.

### هجوم الفيلق 20

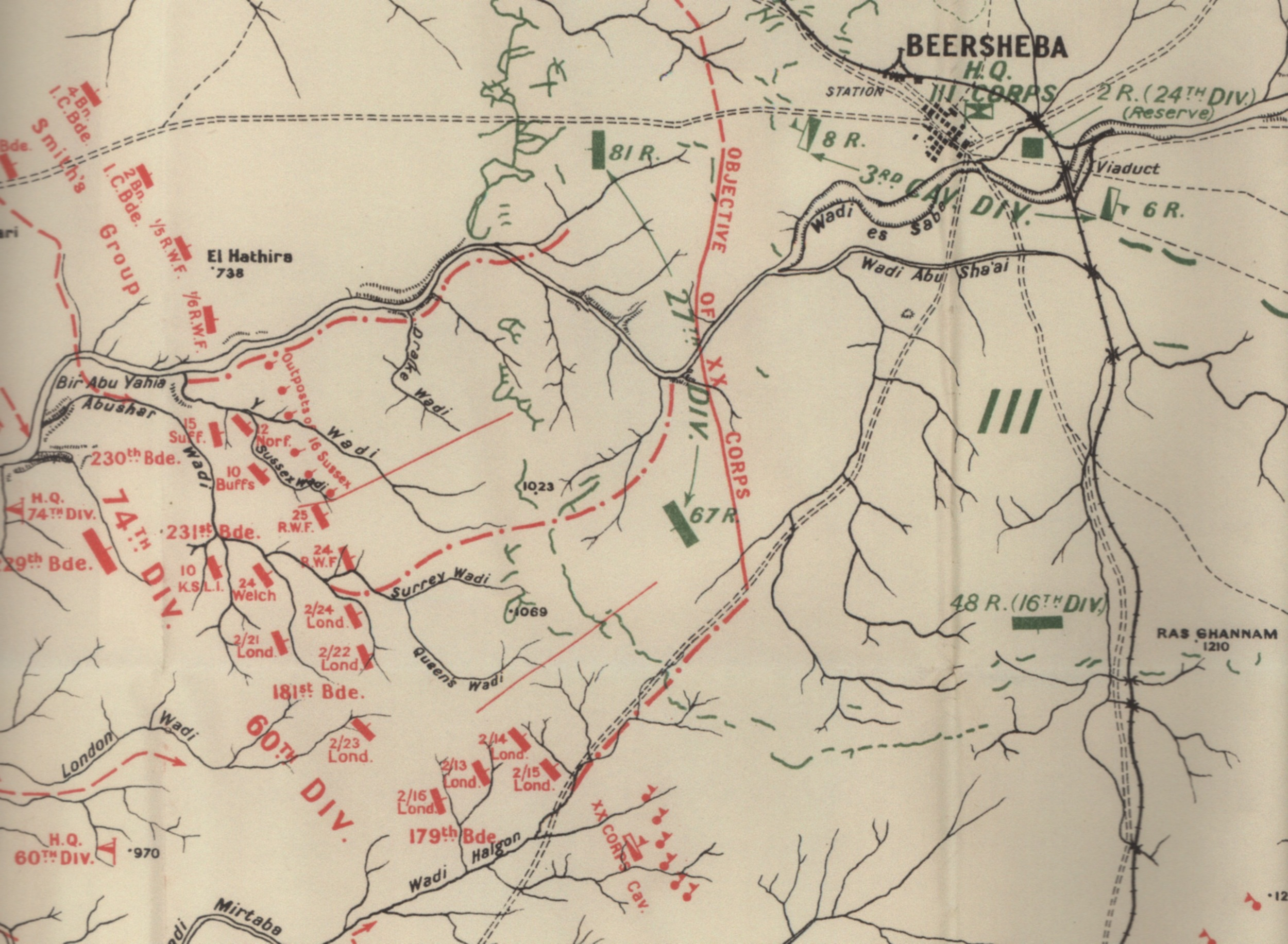
انتشار المشاة قبل هجومهم من الغرب

مع نقل مدافع الجيش البريطاني الثقيلة إلى المواقع العثمانية التي تم احتلالها، استؤنف القصف في الساعة 10:30 صباحًا، واستمر مع فترات توقف للسماح للغبار بالتسوية حتى الظهر، حيث لا يزال هناك بعض القلق بشأن عدم قطع الأسلاك الشائكة أمام اللواء 74 (يومانري). "في الواقع، تعيق العديد من حواجز الأسلاك الشائكة التي تم تقطيعها بصورة كبيرة تقدم القوات المتقدمة عند مواجهتهم للعقبة." 
قرر قادة الفرقتين 60 (لندن) و74 (يومانري) بدء الهجوم الرئيسي في الساعة 12:15 ظهرًا، بتغطية من الغبار والدخان من قصف آخر، شنت أربعة لواءات وهي اللواء 179 واللواء 181 (فرقة 60) واللواء 231 واللواء 230 (فرقة 74) هجومًا بمشاركة كتيبتين لكل منها في الخط الأمامي (باستثناء اللواء 181 الذي نشر ثلاث كتائب).
تعرضت كتيبة 2/15 للفوج الثاني عشر وحدة فوسلير لنيران كثيفة من الرشاشات الآلية على اليمين من اللواء 179، وفي موقع آخر قاتل الجنود العثمانيون حتى الموت ضد الكتائب 24 و25 من فوسلير رويال ويلش فيليسيرز التابعين للواء 231 (الفرقة 74)، حيث شهدت المعارك اليدوية المكثفة استمرارًا حتى الساعة 13:30، عندما تم الاستيلاء على خطوط الخنادق العثمانية على الجانب الغربي لبئر السبع الممتدة من طريق الخليل- بئر السبع في الجنوب إلى وادي السبع في الشمال، وخلال هذه المعارك اعتقلت كتائب الفرقة العشرين 416 أسيرًا وستة مدافع و"عدد كبير من الرشاشات الآلية" والمعدات؛ بينما تضمنت الخسائر 136 قتيلاً و1010 جريحًا وخمسة مفقودين (معظمهم من الجرحى نتيجة تناثر شظايا من مدافع العثمانيين ورشاشاتهم الآلية خلال القصف الأولي).
الهدف النهائي للفرقة العشرون، كما وصف في "تعليمات الفرقة العشرون"، هو تدمير وحدات المعارضة في بئر السبع، بالتعاون مع فرقة المشاة الصحراوية المتحركة. وأكدت التعليمات: "الهدف من الهجوم الذي يشنه الفرقة العشرون في اليوم زي هو السيطرة على خطوط العمل بين طريق خلسة - بئر السبع ووادي السبع، والسيطرة على المدافع العدو بين بئر السبع والخنادق غرب المدينة، وبالتعاون مع الفرسان لطرد العدو من بقية مواقعه الدفاعية في بئر السبع". ومع ذلك، يُزعم أن "الفرقة العشرون حققت جميع أهدافها غرب بئر السبع وكان يمكنها دون شك الاستيلاء على بئر السبع نفسها قبل وصول الفرسان". ولم يكن هدف فرق المشاة الاستيلاء على بئر السبع، ولكنها تهدف للحفاظ على الحصن الرئيسي مشغولًا بينما تستولي فرقة المشاة الصحراوية المتحركة على المدينة. وأكد المؤرخ البريطاني الرسمي: "كانت مهمة الاستيلاء على بئر السبع نفسها مهمة لفرقة المشاة الصحراوية المتحركة، التي كانت بحاجة إلى الماء في المدينة لخيولها". وذكرت "تعليمات الفرقة العشرون": "سيتم وضع الحواجز الأمامية تقريبًا على الخط الأزرق لتغطية تعزيز الموقف وإعادة تنظيم القوات المهاجمة". ولم يُسمح لأي وحدات بالذهاب إلى ما وراء الخط الأزرق بدون أوامر.
بعد الاستيلاء على الخنادق الرئيسية، كانت بعض المدافع من الفرقتين 60 (لندن) و74 (يومانري) تستهدف الدفاعات الشمالية والجنوبية للهجوم الرئيسي؛ في حين تم نشر المزيد من المدافع إلى الأمام في الموقع المحتل لمطاردة القوات العثمانية بالنيران ومهاجمة المدافع المتعنتة والتعامل مع الهجمات المضادة. وفيما بعد، تم إرسال الكتيبة الثانية عشرة من الفرقة 60 (لندن)، عبر الكتائب الهجومية إلى الأمام، للهجوم والاستيلاء على مدافع الميدان الاثنين وراء الهدف النهائي باستخدام الرشاشات الثقيلة "لويس" بعد تهجمهم على التعزيزات العثمانية ودفعهم للانسحاب. وأفاد مقر قيادة فيلق الصحراء أنه شاهد انسحاب القوات العثمانية في اتجاه بئر السبع في الظهر،  لكن لم يتم التأكد من عدم تواجدهم في الخنادق حتى وقت متأخر بعد الظهر، عندما أصبحت فرقتين من الفرقة الـ 54 (شرق إنجلترا) ولواء الجمال الإمبراطوري تراقب هذه الدفاعات شمال وادي السبع غير متأكدة مما إذا كانت الخنادق محمية. تم إصدار أمر هجوم للواء 230 (الفرقة 74) في الساعة السادسة مساءً، وبعد ساعة احتلت الخنادق الشمالية "بسهولة".

### التعزيزات والانسحابات العثمانية
مع خسارة الجيش العثماني لكتيبتين من الفوج 67 الذين كانوا يدافعون عن الجانب الغربي من بئر السبع، أرسل قائد حامية بئر السبع عصمت بك آخر الكتيبة الثالثة من الفوج الثاني لتعزيز القطاع الجنوبي الغربي، وفي الوقت ذاته سحب سريتين من الفوج 81 إلى داخل بئر السبع.

### هجمات فيلق الصحراء

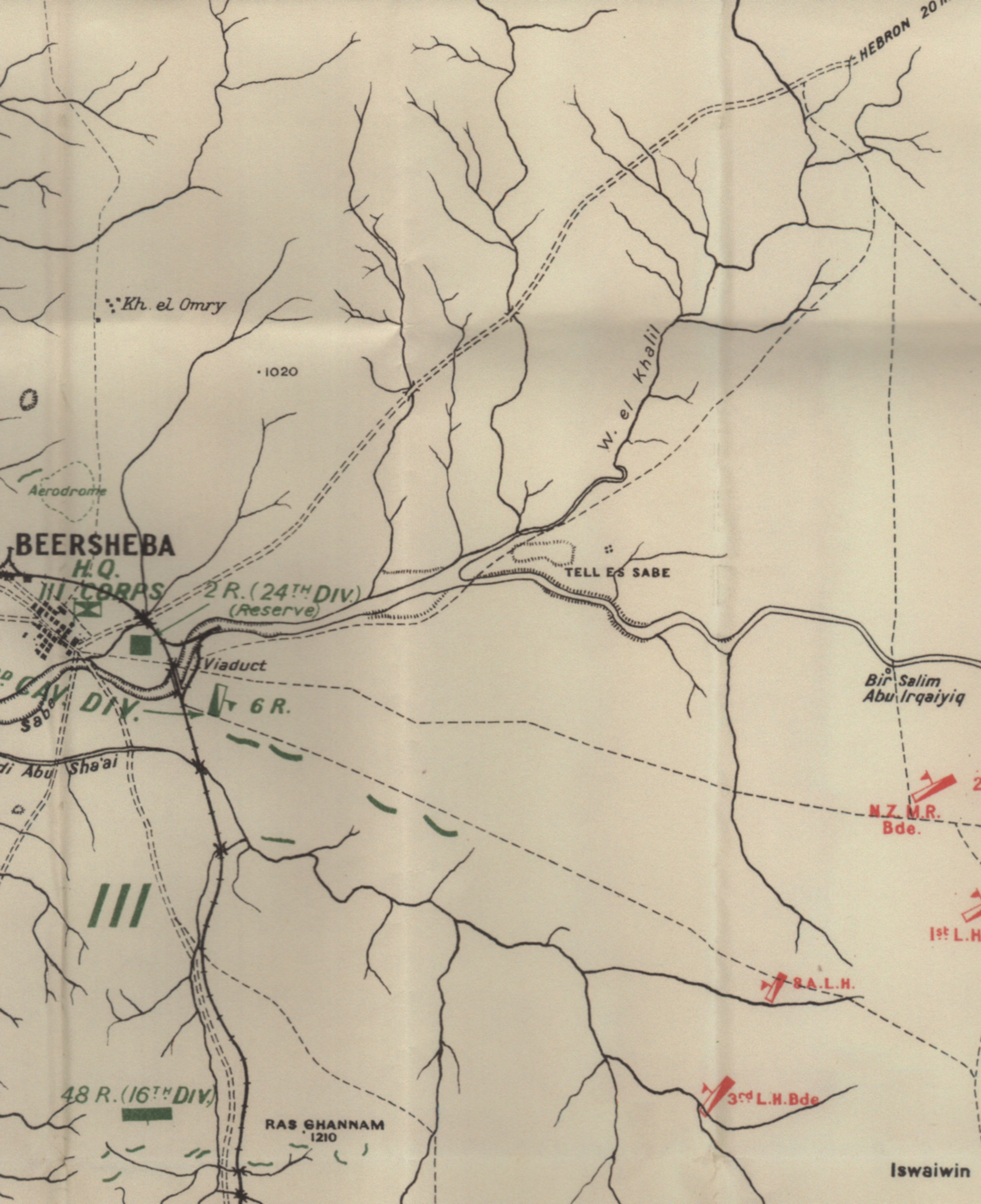
شرق بئر السبع، بما في ذلك إيسوين وتل السبع والطرق المؤدية إلى الخليل (في الشمال) ورأس غنام (في الجنوب)

تحركت الفرقتان الأسترالية وفرقة أنزاك إلى الشرق لمسافة انتقلت بين 25 و 35 ميل (40 و 56 كـم) من أسلوج وخلصة على التوالي، ودارتا حول جنوب بئر السبع خلال ليلة 30-31 أكتوبر للوصول إلى مواقعهما للهجوم من الشرق. ونُشرت الفرقة الأسترالية جنوب شرق بئر السبع لدعم هجمات فرقة أنزاك. وتم نشر فوج الخيول الخفيف الثامن كحاجز يربط بين اللواء السابع الخيالة على يسارهم ولواء البندقية الخيالة النيوزيلندية على يمينهم، أمام فرقة الخيالة الأسترالية.
كان الهدف الأول لفرقة أنزاك هو قطع الطريق من بئر السبع إلى الخليل والقدس، والذي يقع على بعد 6 ميل (9.7 كـم) شمال شرقي بلدة تل السكاتي لمنع التعزيزات والانسحاب في هذا الاتجاه. وكان الهدف الثاني هو الحصول على المعاقل الموجودة في تل السبع الذي يهيمن على الجانب الشرقي من بئر السبع شمالًا وجنوبًا، قبل شن هجوم عبر الأرض المكشوفة. بحلول الفجر نُشرت فرقة الخيالة أنزاك مع لواء بنادق الخيالة النيوزيلندية في بئر سالم أبو عريق، وكان اللواء الفرسان الأول في الخلف لدعم النيوزيلنديين، وكان اللواء الفرسان الثاني متمركز بالقرب من بئر حمام.
بينما كانت المعركة البرية تدور على الجانب الغربي من بئر السبع، أمر إدوارد تشايتور (قائد فرقة أنزاك الخيالة) الفوج الثاني من فرقة الفرسان الخفيفة بالهجوم على تل السكاتي في الساعة 08:00 والسيطرة على طريق القدس. وفي الوقت نفسه أمر فرقة بنادق الخيالة النيوزيلندية (مع دعم فرقة الفرسان الخفيفة الأولى) بمهاجمة الحامية العثمانية التي كانت تقيم تحصينات في تل السبع، واستمرت هذه الهجمات العنيفة حتى فترة ما بعد الظهر، عندما شاركت فرقتان من اللواء الثالث للخيول الخفيفة في الهجوم على تل السبع.

#### تل السكاتي

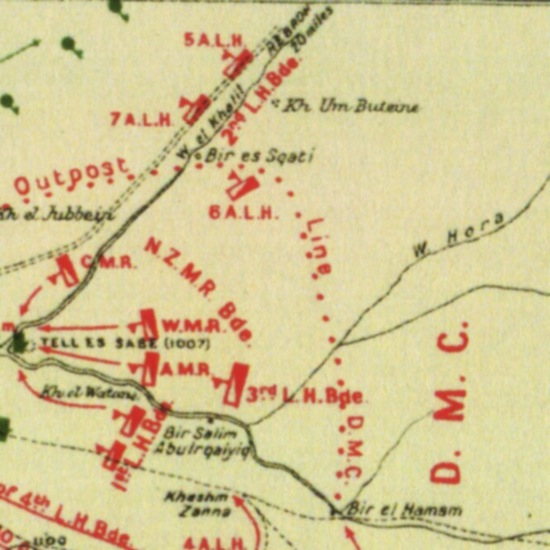
السيطرة على القطاع الشمالي الشرقي من بئر السبع.

بعد وقت قصير من بدء تقدم فرقة الفرسان الأنزاك الخفيفة الثانية وفرقة البنادق المركبة النيوزيلندية في الساعة 9:00، تعرضوا لقصف مدفعي عنيف من التلال على الجانب الشمالي لطريق بئر السبع إلى القدس. كما اضطرت الفرقتان إلى إبطاء تقدمهما عبر السهل المنقسم بعدد من الوديان الضيقة والعميقة التي جعلت الركوب السريع مستحيلاً.
في الساعة 10:05، شوهدت قوات الفرقة الخفيفة السابعة للفرسان الأستراليين (اللواء الثاني من الخيول الخفيفة؛ لا يجب الخلط بينها وبين اللواء السابع الخيول بالقرب من رأس غنام جنوب بئر السبع) وهي تقترب من تل السكاتي في الساعة 11:17، وأفادت بأن تقدمها يصبح أكثر صعوبة بسبب وحدات معادية تدافع عن التلال العالية جنوب التل.
بالرغم من القصف الشديد بالقذائف والشظايا ونيران المدافع الرشاشة القريبة، ركضوا للوصول إلى موقع جنوب الطريق، بينما كانت بطارية المدفعية تستعد لدعم هجوم الفرقة الخفيفة على التل، وهجمت الفرقة الخامسة التابعة لسرية الخيالة الثانية على الجانب الأيسر من الخط الدفاعي العثماني. وبعد عبور وادي الخليل والطريق الرابط بين بئر السبع والقدس، تعرضت الفرقة الخامسة لقصف مكثف بالمدافع ونيران المدافع الرشاشة من الأراضي العالية إلى الشمال والشمال الغربي المطلة على المنطقة، وبعد خمس دقائق قطع الفوج السابع من الخيول الخفيفة الطريق واستولوا على القافلة وأسروا 47 فردًا وثمانية خيول وثماني عربات محملة بالأعلاف.
ومع ذلك، تم تثبيت الفرقة خارج الطريق في وادي صغير في المنطقة الوعرة شمال وادي الخليل بواسطة بطارية المدفعية والرشاشات المتمركزة على التل (فوق الطريق)، وبوصول الفرقة الخامسة للفرسان الخفيفة كانت الفرقتان تتقدمان مدعومتان بالمدفعية لمهاجمة المنطقة المرتفعة شمال شرق التل، وتعرضوا للاستهداف من التلال المرتفعة شمال التل بخمس رشاشات عثمانية، ووجدت الفرقة الخامسة والسابعة ملجأ في وادي عيان وبقوا فيه حتى المساء. دافعت الفرقة الثالثة للفرسان العثمانيين البالغ عددهم نحو 1,100 في هذه المنطقة الجبلية شمال بئر السبع.
في الليل استمرت الفرقتان الخامسة والسابعة من الفرسان في الاحتفاظ بخط الجبهة الأمامي الذي يغطي طريق بئر السبع إلى القدس والمناطق المجاورة خلف التل. وانسحب الجزء المتبقي من اللواء السابع للفرسان الخفيف إلى الجنوب لمسافة 1 ميل (1.6 كـم) وباتوا هناك، وتم إرسال كتيبة واحدة تلو الأخرى للتناوب على شرب المياه في بئر الحمام، وتم العثور على إمداد جيد للمياه أيضًا في وادي الحرة، وأسر الفوج السابع للفرسان الخفيف، نحو 49 أسيرًا منهم 39 أسروا في وادي عيان.

#### تل السبع

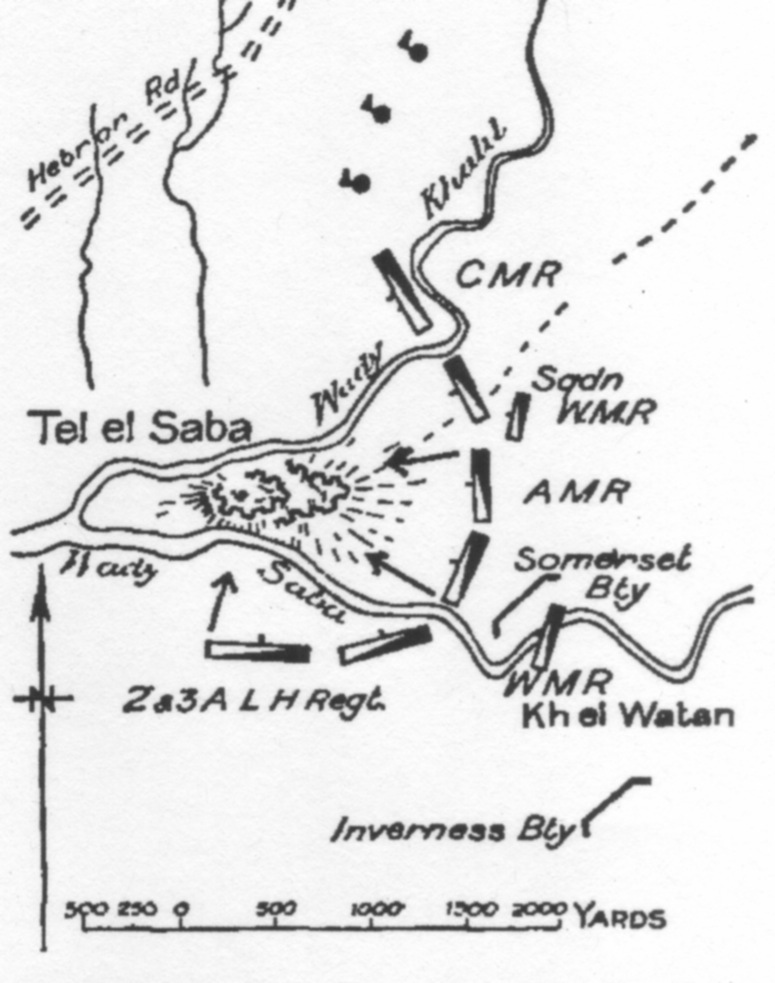
خريطة مبدئية لهجوم تل السبع

في حوالي الساعة 08:55، شوهد نحو 200 فارس عثماني برفقة عربة نقل ومدافع يتحركون شمالًا من بئر السبع على طريق القدس، وبعد وقت قصير أبلغت طائرة عن رصدها مُعسكرًا كبيرًا في تل السبع. وكان هذا هو الموقع الدفاعي العثماني الرئيسي على الجانب الشرقي من بئر السبع، حيث يقع على تلة صغيرة متميزة تبلغ مساحتها 20 أكر (8.1 هكتار) وتسيطر عليها الجانب الشرقي من البلدة. وبفضل جوانبها الحادة المليئة بالصخور، كانت هذه التلة المسطحة ذات القمة المستوية محصنة بشدة بكتيبة (وصفت بأنها 300 بندقية ومجموعة مدافع تضم ثمانية مدافع رشاشة) نشرت للدفاع العام. ونظرًا لعدم وجود أشجار أو شجيرات لتوفير الغطاء، فإن المنطقة "كانت تجتاحها نيران عديد من المدافع الرشاشة والمدافع الحربية المخفية في المدينة ... وعلى تل السبع المحصنة بشدة"، فقد كان من شأن إطلاق النار من جهتين أن يقضي على المهاجمين.
في الساعة 09:10 صباحًا، تقدم لواء البندقية النيوزيلندي التابع لفرقة أنزاك الخيالة نحو تل السبع بنية أحاطته من الشمال، وكانت مدعومة بمدفعية الملكية الفرسانية التي دخلت العمل عند مدى 3,000 يارد (2,700 م). ومع ذلك فإن المدفعية لم تكن قادرة على تحقيق تقدم على الدفاع العثماني في تلك المسافة. تقدمت الفرقة مع فرقة كانتربري المجهزة بالبنادق الرشاشة على اليمين وفرقة أوكلاند المجهز بالبنادق الرشاشة على اليسار، وكانت كل منهما مدعومة بأربعة مدافع رشاشة. تعرضت فرقة أوكلاند المجهزة بالبنادق الرشاشة لإطلاق نار كثيف من المدافع الرشاشة والمدفعية، وشكلت فرقة أوكلاند حرس متقدم ومروا عبر المنطقة المفتوحة إلى وادي السبع لمسافة 1,800 يارد (1,600 م) من تل السبع.
وجدوا هناك غطاء ممتاز للخيول والبنادق الرشاشة، وكذلك مواقع جيدة تُمكن توفير تغطية فعالة بالمدافع، وكان يجب شن الهجوم الأمامي سيرًا على الأقدام، حيث كان من المستحيل الهجوم المرتجل من أي اتجاه، وشنت فرقة أوكلاند هجومها تحت الضفة الشمالية للوادي، متقدمة على جبهة ضيقة تحت الغطاء الجيد الموفر من الوادي. وكان الهجوم بطيئًا نظرًا للنيران الكثيفة التي تطلقها المدافع الرشاشة العثمانية من مسافة 800 يارد (730 م)، وتقدمت الفرقة تدريجياً تحت غطاء من بنادق رشاشة نيوزيلندية، وذلك بفرقة واحدة في كل مرة.
في الساعة العاشرة صباحًا، أمر تشايتور اللواء الأول لفرسان الخفيف بتعزيز الهجوم على تل السبع من الجنوب والتعاون في الهجوم، وأرسل اللواء فوج الفرسان الخفيف الثالث، مع فصيل واحد من فوج مدافع رشاشة، لتغطية الجناح الأيسر للنيوزيلنديين. وفي الساعة 10:15 شنو هجوم مفاجئ عبر السهول ضد نيران المدفعية والرشاشات، وبعد وقت قصير اتخذ فريقان من الفوج موقعًا مكشوفًا على ضفاف الوادي، لتغطية الجناح الأيسر للمهاجمين. واستهدفت رشاشات الرصاص الثقيلة والرشاشات الحرارية والبنادق موقع الدفاع العثماني، مما قدم غطاءًا ناريًا لهجوم فوج أوكلاند لفرسان الرماة.
اشتبك فوجي أوكلاند وكنتربري مع جنود عثمانيون بالقرب من منعطف في وادي السبع جنوب شرق تل السبع الساعة 11:00 صباحًا؛ وشن الفوج الثالث لفرسان الخفيف مع فصيل من فوج أوكلاند هجومًا على الضفاف الجنوبية للوادي، غطت هذة القوة الهجوم الرئيسي من بقية فوج أوكلاند، والتي تقدمت على الضفة الشمالية مدعومة بنيران غطاء المدفع الرشاش. في الوقت نفسه، دخلت بطارية إنفيرنيس الملحقة باللواء الأول للخيول الخفيفة حيز التنفيذ ضد تل السبع؛ حيث غطت الهجمات المباغتة للفوج الثالث الخفيف وبطارية سومرست، التي اقتربت من تل السبع بمسافة 1,300 يارد (1,200 م). وكانت المدفعية المهاجمة حتى اللحظة تقصف بشدة كلا من المواقع الدفاعية العثمانية ومواقع المدافع الرشاشة العثمانية، وبدأت الطائرات تطوف ساحة المعركة وتقذف القنابل على مجموعات من الخيول المتقدمة وتوقوع العديد من الخسائر.
بحلول الساعة 13:00، تم أمر الفوج الثاني من الفرسان الخفيف بتعزيز الجبهة اليسرى للفوج الثالث للفرسان الخفيفو، وبعد نحو نصف ساعة بدأ الفوجين التاسع والعاشر من الفرسان الخفيفة التابعين للقوات الأسترالية بالإضافة إلى بطاريتي مدفعية بتعزيز اللهجوم على تل السبع.
صدِرت أوامر الهجوم العام على تل السبع في الساعة 13:55، في حين انتقل الفوج الثالث فرسان خفيفة ووحدة البطارية بسرية المدفعية الملكية لتعزيز الهجوم، وتم نشر فوج من الفرسان الخفيفة الثاني لتوفير نيران تغطية فعالة على الجانب الأيمن بالأسلحة الثقيلة والرشاشات والبنادق، في حين هاجمت واستولت باقي فوج الفرسان الخفيفة الثاني على اثنين من المعاقل، ومن هذه المعاقل تم استهداف جانب الدفاعات في تل السبع، وكان فوج كانتربري بالفعل في وادي الخليل ويطلق النار على خلفية موقع تل السبع، لكن المدافعين العثمانيين صمدوا على منحدرات التلال المطلة على طريق بئر السبع إلى القدس. وقام الجنود الأستراليون والنيوزيلنديون على مقربة من وادي السبع بتغطية الهجوم على التل من خلال فوج الفرسان الخفيفة الثالث على اليسار، في حين قرب فوج أوكلاند من اليمين من الشمال الشرقي.
بدأت فرقة خيالة أوكلاند هجومها الأمامي في الساعة 14:05، وتقدموا بثبات في هجمات متقطعة تحت غطاء كل الأسلحة المتاحة والرشاشات الآلية، للوصول إلى الخنادق على تلة على الجانب الشرقي تبعد مسافة 400 يارد (370 م) شرق تل السبع، وأسروا 60 فردًا و3 رشاشات آلية. وتم تحويل الرشاشات الآلية المغنومة ضد الحامية العثمانية الرئيسية، مما أضعف موقعهم بشكل كبير. أعيد تنظيم فوج خيالة أوكلاند قبل شن هجومهم النهائي، وتحركوا إلى تل السبع، بثبات وأسقطوها واستولوا على مدفع رشاش وأسروا عدة سجناء. قتل نحو 25 من المدافعين العثمانيين في تل السبع وعدة آخرين في المناطق المحيطة؛ بينما تم أسر 132 أسيراً وأربعة رشاشات وبنادق وذخائر وخيول. ومن فوج أوكلاند قتل سبعة أفراد وأصيب نحو 200 آخرين.
لاحق سرب من فوج الخيول الخفيف الثاني وسرب آخر من الفوج الثالث الجنود العثمانيين المنسحبين إلى موقع قرب تقاطع الوادي غرب تل السبع. وأطلقوا النار عليهم، وفي نفس الوقت صد سرب آخر هجوم مضاد شنه العثمانيون من بئر السبع.
نقل تشايتور مقره العام إلى تل السبع بعد احتلالها في الساعة الثالثة بعد الظهر، وبدأت المدفعية العثمانية في استهداف تل السبع بعد احتلالها، وقصفت عدة طائرات التل، واستمرت الهجمات طوال فترة الظهيرة، وعندما انتقل بقية مقر الفرقة الأسترالية والنيوزيلندية المشتركة إلى تل السبع في مساء ذلك اليوم، تعرضوا أيضًا لإطلاق نار من طائرات عثمانية،  حيث ألقت عليهم القنابل وأسفرت عن مقتل أربعة وإصابة ثمانية وعشرين جندي أسترالي، وقتل نحو 46 حصانًا وأصيب 16 آخرون.

#### الرد العثماني
خلال الهجوم النهائي والاستيلاء على تل السبع، أفاد اللواء الخفيف الأول بأنّ سربًا من فرسان الدولة العثمانية غادروا بئر السبع وتوجهوا شمالًا. وبعد 10 دقائق استهدفوا مقر فرقة الأنزاك بقذائف عالية الانفجار أطلقت من مدافع ميدانية عثمانية، وبعد الاستيلاء على تل السبع "أصبح بئر السبع غير قابل للدفاع، وكما يتضح من عدم علم المهاجمين فقد صدر أمر بالانسحاب"،  وشرح قائد الجيش العثماني الثامن الجنرال كريس فون كريسنستاين:
تمسكت الكتيبة المكلفة بالدفاع عن نفسها بشجاعة عظيمة ونجحت في القيام بواجبها، على الرغم من تفوق القوات المهاجمة. استطاعت الكتيبة احتجاز فرقتين من سلاح الفرسان الإنجليزي لمدة ست ساعات، ومنعوهم من توسيع حركتهما حول طريق بئر السبع-الخليل.
أمر عصمت بيك قائد حامية بئر السبع بالانسحاب شمال بئر السبع الساعة الرابعة مساءًا، إلى مقر الفوج 143، الذي يقع على بعد حوالي ستة أميال (9.7 كم) شمال بئر السبع في تلال الخليل. في الوقت نفسه صدرت أوامر لمهندسي الفرقة السابعة والعشرين بإتلاف إمدادات المياه في بئر السبع. وانسحب الفوج 48 الذي نُشر للدفاع عن القطاع الجنوبي من دفاعات بئر السبع من طريق خلصة إلى رأس غنام بكتيبة واحدة وسرية رشاشات لتأسيس موقع دفاع خلفي على وادي السبع قبل أن يستولي الفرسان الأستراليون على المدينة.

#### بئر السبع

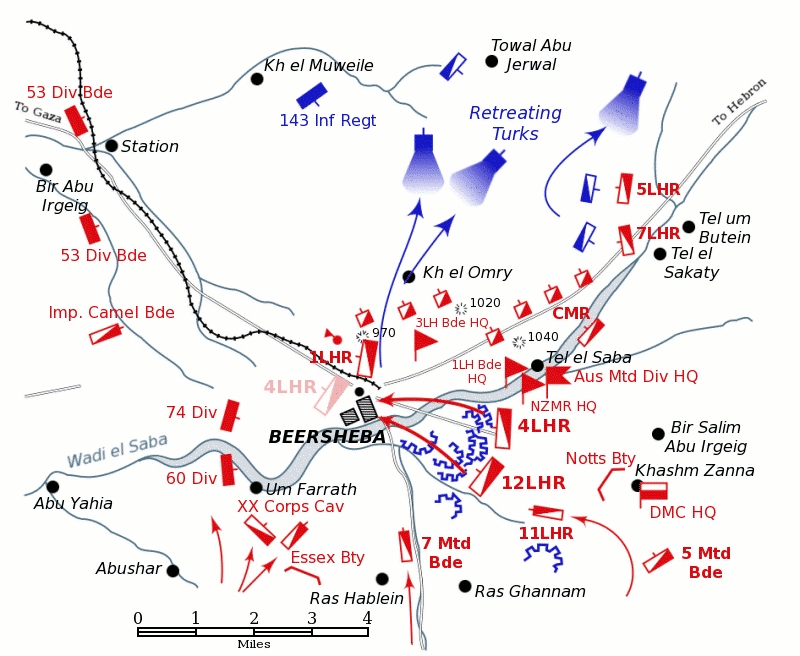
معركة بئر السبع، لا توجد أدلة على أن الفرقة الخفيفة الرابعة للفرسان عبرت وادي السبع خلال هجومها، أو أن الفرقة الستين (لندن) هاجمت جنوب وادي السبع. يظهر مقر الفرقة الأسترالية حيث انتقل مقر الفرقة أنزاك بعد الاستيلاء على تل السبع.

عندما تم الاستيلاء على تل السبع في الساعة 15:00، أمرت فرقة أنزاك بشن هجوم على الهدف النهائي وهو مدينة بئر السبع. حيث أمر تشيتور الفوجين الأول والثالث فرسان خفيفة بالتقدم على الأقدام نحو مسجد بئر السبع في الضواحي الشمالية للمدينة، على خط يمتد من النقطة 1020 على بعد 2 ميل (3.2 كـم) شمال غرب تل السبع إلى النقطة 970 جنوب المدينة. وكانت هذه الفصائل متمركزة مع فوجي الخيول الخفيفة التاسع والعاشر على اليمين، والأول في المركز، والرابع على اليسار.
بينما واصلت فرقتا الخيالة الأولى والثالثة هجماتهما على الأقدام، تعرضتا لقصف المدفعية العثمانية. وبحلول الساعة 17:30 كانت فرقة الخيالة الأولى قد أغلقت جميع مخارج بئر السبع في منطقة المسجد، بما في ذلك المستشفى والثكنات، وأسرت 96 أسيرًا وطاقم المستشفى وكاهنًا وتفاصيل سلاح الطب و89 مريضًا. أنشأت الفرقة خط مراصد في هذا القطاع، وفقدت في العملية سبعة قتلى و83 جريحًا و68 حصانًا قتلى و23 جريحًا.
أمسكت كتيبة الخيالة العاشرة خط مراصد شمال بئر السبع خلال الليل، عندما اقترب مجموعة من جنود العثمانيين من الخط حوالي الساعة 21:00، وحاصرتهم من ثلاث جهات قبل أن تطلق نيران رشاشاتها وقتلت منهم 50 شخصًا.

#### مهمة الخيول الخفيفة

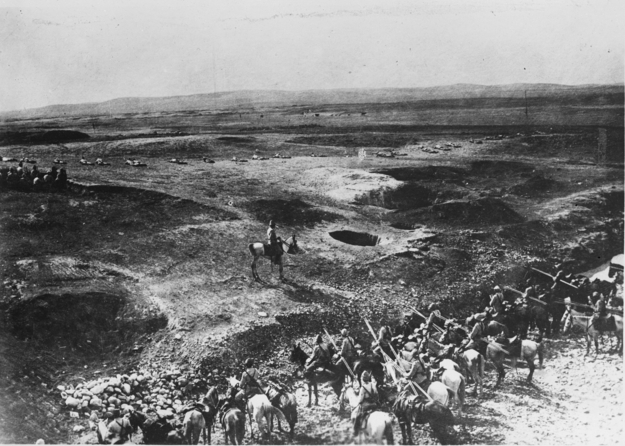
الرماة العثمانيون في المقدمة، وخط الخنادق على اليسار والأرض الدفاعية المحفورة في الحريرة مع المشاة في البعيد

كان ألينبي في مقر الفرقة العشرين بقيادة شيتوود في البقار عندما أرسل برقية إلى شوفيل، يأمره باحتلال بئر السبع قبل حلول الليل، وكانت فرقة الفرسان الخفيفة الرابعة تستعد لهجومها المسلح أثبتت المراقبة الجوية جدوى مثل هذا الهجوم،  حيث أن الخنادق الممتدة عبر اتجاه الهجوم غير مدعمة بالأسلاك الشائكة أو حفر الخيول.
في الساعة 11:30 وصلت فرقة الفرسان الخفيفة الرابعة بقيادة العميد وليام غرانت، حيث استراح الرجال والخيول بينما كان في المعركة الفرقة العشرين وفرقة أنزاك، وفي الساعة 15:45 تلقوا أوامر بتجهيز الخيول،  وصدرت لهم الأوامر في الساعة 16:00 حيث طلب غرانت من قادة ونواب فرقة الفرسان الخفيفة الرابعة والثانية عشرة، الهجوم على بئر السبع. كان فوج الخيول الخفيف الرابع (فيكتوريا) وفوج الخيول الخفيف الثاني عشر (نيو ساوث ويلز) على بعد 4 ميل (6.4 كـم) من بئر السبع عندما تشكلوا خلف سلسلة من التلال على بعد حوالي 1 ميل (1.6 كـم) شمال التل 1280.

على يسار فرقة أنزاك المهاجمة، نشرت فرقة الفرسان الخفيفة الرابعة شمال الطريق إلى بئر السبع المعروف أيضًا باسم طريق الوادي الأسود، مع فرقة الفرسان الخفيفة الثانية عشرة جنوب الطريق على يسارهم، وكانوا مسلحين بالحراب في أيديهم،  وشكلت ثلاث سرايا ثلاث اسراب متباعدة عن بعضها 300 و 500 يارد (270 و 460 م)، وامتد كل سرب لمسافة 5 يارد (4.6 م) وألحق بكل سرية سرب مدافع هوتشكيس،  وقد صرح المقدم موراي بورشير (قائد الفوج الرابع الذي قاتل في الخنادق والمعاقل) أن مدافع هوتشكيس كانت عديمة الفائدة، حيث لم يُتاح لهم الفرصة لاستخدامها.

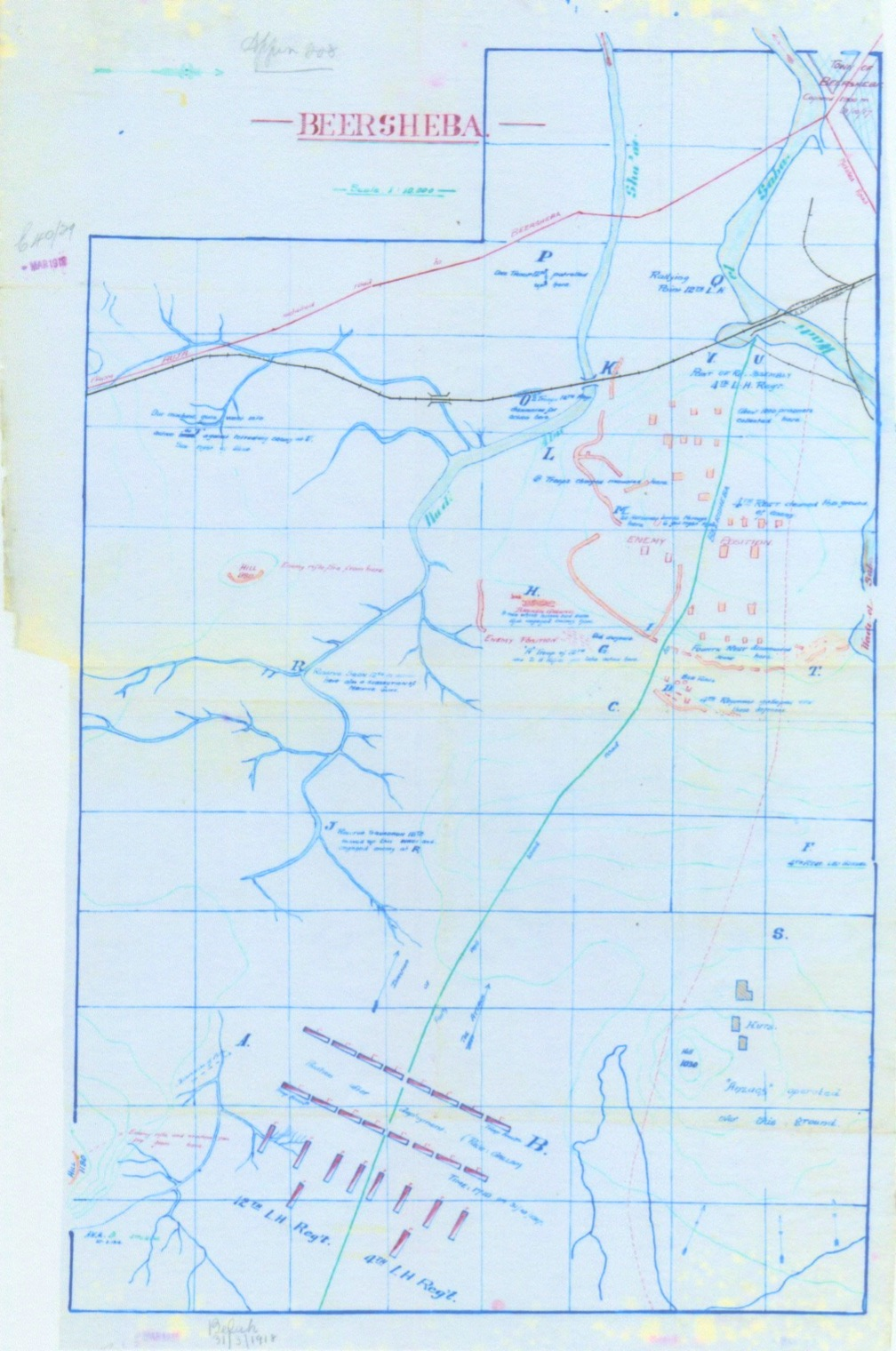
خارطة مذكرات حربية للفرقة الرابعة للفرسان الخفيفة، تظهر التحصينات العثمانية باللون الأحمر وانتشار فرق الفرسان الخفيفة (النسخة الأصلية من هذه الخريطة محفوظة في مكتبة ولاية نيو ساوث ويلز).

تم تغطية المسافة الأولى البالغة نصف ميل على الأقدام،  وبعد ذلك انضم غرانت إلى فرق الاحتياط ومقر الفوج، بينما ظل قادة الفرق بالقرب من الطليعة. وفي الساعة 16:30 تحرك الفوجان وانتشروا على الفور،  وعندما اقتربت السرايا الأولى، التي سبقها كشافون على بعد 70 إلى 80 يارد (64 إلى 73 م) في المقدمة، من نطاق مسدسات العثمانيين المتحصنين أمامهم أصيب عدد من الخيول بإطلاق نار سريع مستمر.
في هذه الخنادق العثمانية (التي تواجه الجنوب بشكل أساسي، مع وجود عدد قليل من الخنادق الضحلة التي تواجه الشرق)،  رأى المدافعون الفرسان الخفيفين يتفجرون فأطلقوا النار على الفوجين الرابع والثاني عشر على الفور،  وتم نشر الفوج الثاني عشر من الخيول الخفيفة للهجوم على الخنادق في رأس غنام. وأطلقت بطارية نوتس عليهم النار وأجبرت الجنود العثمانيون على التراجع. كان الفوجان قد امتطيا ما يقرب من 2 ميل (3.2 كـم) وتعرضت الفرقة الثانية عشرة للفرسان الخفيفة (على اليسار) لإطلاق نار كثيف من المدافع الآلية من اتجاه تل 1180.
تعرضت الفرق المهاجمة مرة أخرى لإطلاق نار على بعد 1 ميل (1.6 كـم) شرق بئر السبع. وردت بطارية نوتس عليهم، وتقدمت باقي فرقة المدافع الآلية الرابعة وسرية الاحتياط من فرقة الفرسان الخفيفة الثانية عشرة نحو بلدة في وادي على اليسار.

##### مهاجمة الخنادق

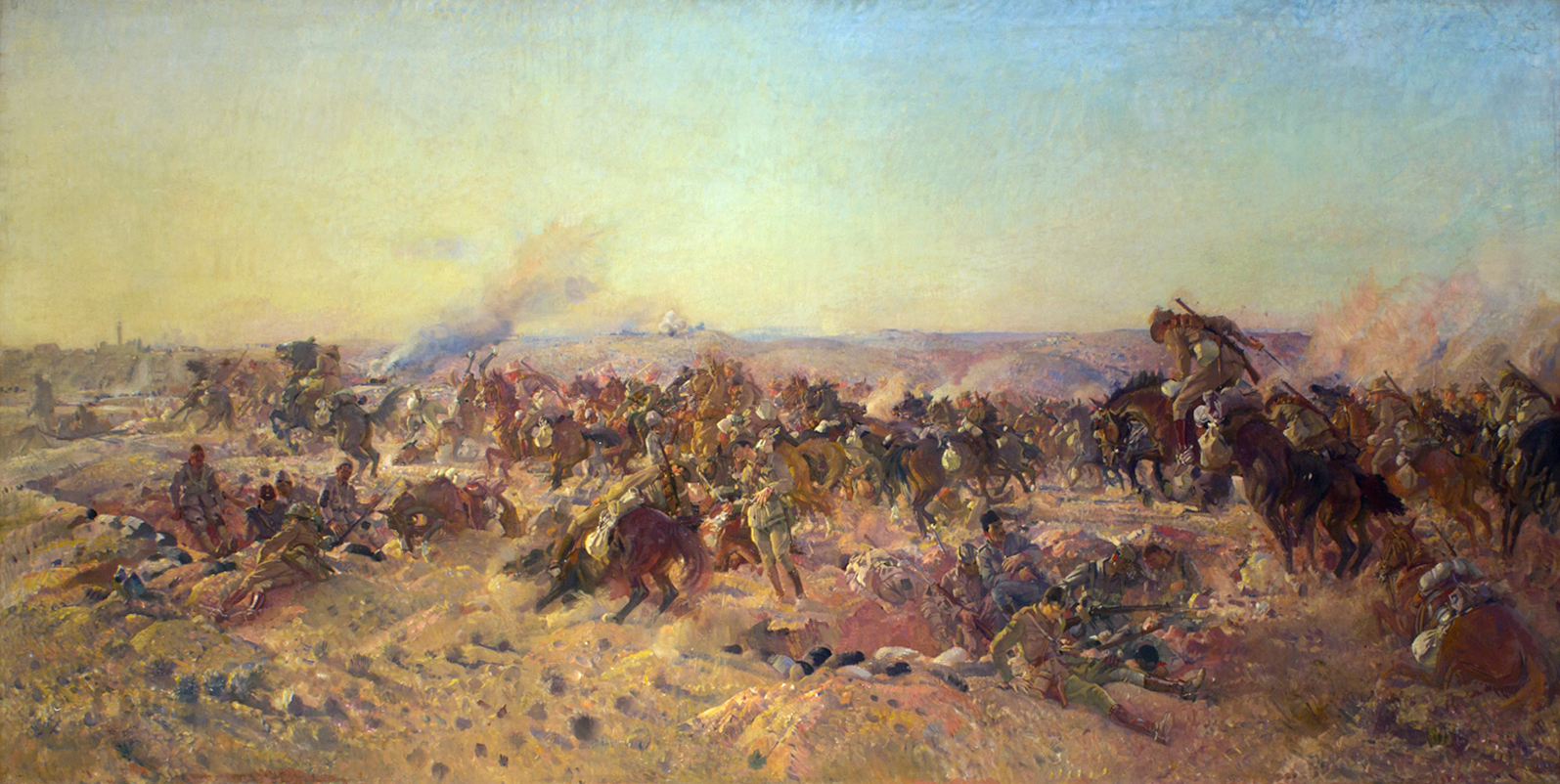
لوحة هجوم الفرسان الخفيفة الأسترالية على بئر السبع عام 1917، التي رسمها جورج لامبرت عام 1920، تظهر جنودًا بالخناجر في أيديهم وبنادق معلقة على ظهورهم. اشتكى قدامى المحاربين بأن اللوحة لا تظهر التحصينات القوية والمدافعين العثمانيين المصممين على الدفاع.

عندما اقترب الفرقة الرابعة للفرسان الخفيفة من التحصينات التي كانت أمامهم مباشرة، قفزت السرية الأولى على الخنادق المتقدمة بسرعة والخنادق الرئيسية التي كان عمقها 10 أقدام (3 أمتار) وعرضها 4 أقدام (1.2 متر)، والتي كانت تدافع عنها قوات العثمانيين. ثم نزلت السرية الأولى في منطقة الخيام والملاجئ في الخلف، حيث انضم إليها فرقة من فوج الخيول الثاني عشر، وبعد إيواء الخيول إلى مكان آمن، شن الجنود هجومًا بدون خيل على الخنادق والملاجئ، وقتلوا ما بين 30 و40، قبل أن يستسلم البقية. "قاتل المدافعون بشراسة، وقتل عدد كبير منهم"،  بينما قُتل أربعة من المهاجمين عند نزولهم على بعد أقدام قليلة من الخنادق العثمانية. عندما اقتربت سرايا الصف الثاني من الخنادق العثمانية، ترجل أحد جنود السرب الثاني للهجوم والاستيلاء على الخندق المتقدم قبل الاستمرار في دعم الهجوم على الخنادق الرئيسية.
بعد احتلال حصون شرق بئر السبع، استقر فيها فوج الخيول الرابع طوال الليل وظل متأهبًا لأي هجوم مضاد.

##### احتلال بئر السبع

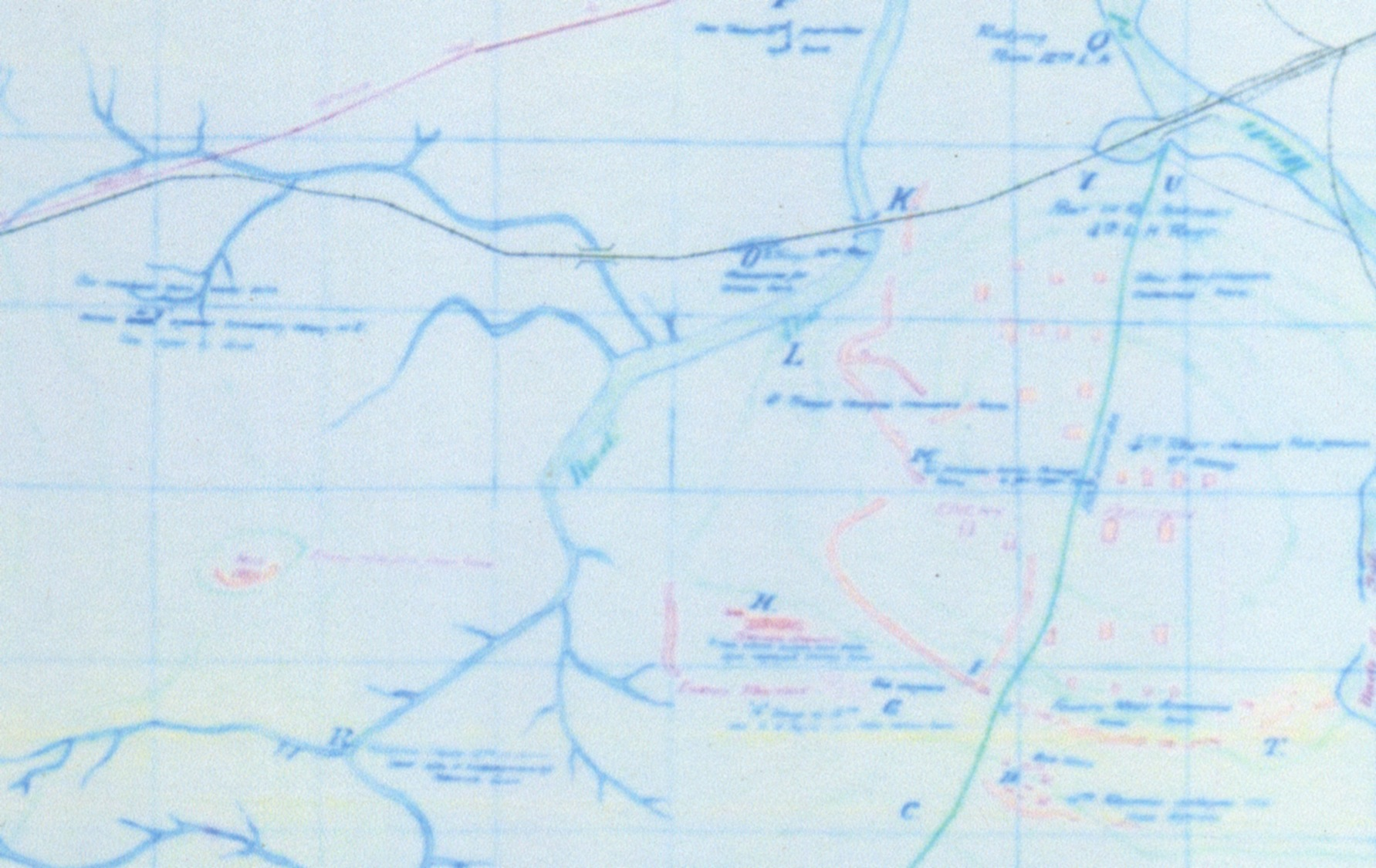
تفاصيل من خريطة يوميات حرب اللواء الخفيف الرابع للواء الجواد الخفيف لتهمة بئر السبع (الدفاعات العثمانية باللون الأحمر)

عندما اقتربت السرايا الأمامية من الخنادق والحصون، ترجل قائد السرية وحوالي 12 فارسًا من الفيلق الخفيف الثاني عشر للهجوم بالبندقية والحراب، بينما استمر بقية الفيلق الهجوم المسلح مرورًا بالحصن على اليمين، للركوب عبر فجوة في الخط الدفاعي. وعندما اقتربت سرية الخط الثاني من الفيلق الخفيف الثاني عشر من الخنادق والمعاقل، واصل معظم السرية المسير مرورًا بالفجوة. ومع ذلك نزل كلا قائدي السرية للقتال في الخنادق والأعمال الترابية، وتوقفت هذه القوات الأمامية للتجمع خلف الدفاعات العثمانية الرئيسية. عندما أعيد تنظيم جنود روبي وديفيز، ساروا على طول الطريق إلى بئر السبع للاستيلاء على المدينة.
عندما وصلوا إلى مبنى من الطوب الأحمر في بئر السبع بالقرب من المسجد، توجهت سرية روبي باتجاه الجانب الغربي من المدينة، باتجاه الشمال، ليصل إلى نقطة تبعد حوالي 200 يارد (180 م) جنوب محطة السكة الحديد، ثم عبروا خط السكة الحديد قبل أن يستديروا إلى اليمين، لينتهي بهم المطاف بالقرب من مبنى بيضاوي مسقوف على الأطراف الشمالية للبلدة. في هذه الأثناء، توجهت سرية دافيز في الشارع الرئيسي للانضمام إلى روبي في الضواحي الشمالية. وهنا استدار السربان للتوقف والاستيلاء على سرية عثمانية تحاول الانسحاب من بئر السبع واستسلم معظم الأفراد مع تسعة مدافع.
تشير التقديرات إلى أن أكثر من نصف القوات العثمانية المترجلة في بئر السبع، تم أسرهم أو قتلهم، بينما تم الاستيلاء على 15 مدفع من أصل 28 مدفعًا في المدينة. سلم الفوج الثاني عشر خيول خفيفة 37 ضابطا و63 آخر من الرتب الأخرى إلى مقر اللواء مع أربع مدافع ووسائل نقل. أسر الفيلقان الخفيفان الرابع والثاني عشر 1148 أسيرًا، و10 مدافع ميدانية، وأربع رشاشات، وكمية ضخمةمن المستلزمات العسكرية، ومواد سكك حديدية متحركة. وبلغ إجمالي ما أسره فيلق الصحراء المتحد لهذا اليوم 1528 أسيرًا. وتم إرسال جميع الوحدات الهندسية المتاحة لتطوير الآبار في المدينة.
نُقل الأسرى إلى منطقة قريبة من الجسر العلوي للسكة الحديدية على أطراف بئر السبع، حيث تم تجميعهم وإحصائهم. وتمكنت الفرقة الفرسانية الثالثة من الانسحاب في وقت سابق من اليوم. وفي الوقت نفسه أنشأت كتيبة الخيول الخفيفة الثانية عشر مواقع دفاعية شاملة.
حُذف تاريخ احتلال لواء الفرسان الخفيف الثاني عشر بئر السبع من الكثير من الكتابات التاريخية، ووفقًا لهذه الكتابات فإن "الشرف والمجد في احتلال المدينة يعود للفرسان الخفيفة الأستراليين، ولم يشير ألنبي إلى احتلال الفرسان الخفيف الثاني عشر لبئر السبع في تقريره الموجه للملك. ووفقًا لتقريره فأن لواء الفرسان الخفيف الرابع اقتحم واحتل المدينة. 

##### الوحدات الداعمة
أمر شوفيل الفوجين المركوبين الخفيفين الخامس والسابع بالتحرك في دعم الهجوم باتباع الهجوم، حيث قام الفوج المركوب السابع بتغطية الجانب الأيسر أثناء تقدمه من اتجاه رأس غنام؛ وفي الساعة 16:40، أمر الفوج المركوب الخفيف الرابع الفوج الفرسان الخفيفة الحادي عشر بالتقدم في دعم الهجوم.
كان لواء الفرسان الخفيفة الحادي عشر يتكون من 489 فردًا من الفرسان و23 ضابطًا، وكانوا على بعد حوالي 2 ميل (3.2 كـم) إلى الجنوب الغربي، يغطون خط المراقبة الذي يربط فرقة الخيالة الأسترالية مع الفوج المركوب السابع عبر طريق إسويوين إلى بئر السبع. وكانوا قد استبدلوا فرقة الخيالة الثامنة (فرقة الخيالة الخفيفة الثالثة) في الساعة 15:45. وفي الساعة 17:30، انتقل فوج الفرسان الخفيفة الحادي عشر للانضمام مرة أخرى إلى مقر الفرقة الخفيفة الرابعة، ووصلوا إلى بئر السبع في الساعة 19:30. ثم انتقل إلى الحواف الغربية والشمالية من المدينة، ليتمكن من الاستعداد للدفاع ضد هجوم مضاد.
كان الفوج الخامس المدرب والمسلح للهجوم المركوب، "قريبًا من مقر شوفيل"، في حين كان الفوج الخفيف الرابع "قريبًا إلى بئر السبع"، عندما تم اتخاذ قرار الهجوم. تردد شوفيل للحظة ما إذا كان يجب استخدام الفوج الخامس الذي كان في الاحتياط وكان مسلحًا بالسيف على عكس الأستراليين، ولكن مع اقتراب الفوج الخفيف الرابع قرر الهجوم. على الرغم من أن الفوج الخامس قدكُلف بالتقدم نحو بئر السبع في الخلف من الفوج الخفيف للفرسان الرابع، إلا أن كتيبة ورسسترشاير يومانري ذهبت للحصول على الماء، وفي النهاية تحرك الفوج كحرس خلفي إلى للواء الخيالة الخامس في الساعة 21:30، ووصل إلى بئر السبع الساعة 00:30 يوم 1 نوفمبر.

انطلق الفوج السابع مع قسم من بطارية محرك خفيف وسيارة فورد ملحقة بها من أساني في الساعة 20:00 من يوم 30 أكتوبر عبر الريف إلى رأس غنام على طريق أصلوج بئر السبع. كانوا على بعد حوالي 3 ميل (4.8 كـم) جنوب بئر السبع، عندما أنشأوا روابط مع فيلق الصحراء على اليمين والفيلق 20 على اليسار، على طريق خلصة إلى بئر السبع. كانت أوامرهم الاحتفاظ بخط يغطي النقطة 1210 على بعد 1.5 ميل (2.4 كـم) جنوب رأس غنام وقوس النعام. حيث أسسوا نقاط مراقبة على خط يمتد لمسافة 1 ميل (1.6 كـم) جنوب رأس غنام الممتدة إلى غوس النعام، وأنشأوا اتصالات مع فرقة الخيالة الأسترالية، وكانوا على اتصال وثيق بفوج فرسان الفيلق 20. وتجمع ما تبقى من الفوج جنوب خط المناوبة على استعداد للتحرك. وفي حوالي الساعة 10:00 أفاد الفوج الثامن الخفيف أن مقره في النقطة 1180، وأن رأس غنام كان محميًا بقوة، وأنهم على اتصال مع الفوج السابع على اليسار. وأفاد الفوج السابع في الساعة 13:45 أن بطاريتهم قصفت المنحدرات الشمالية لرأس غنام. 

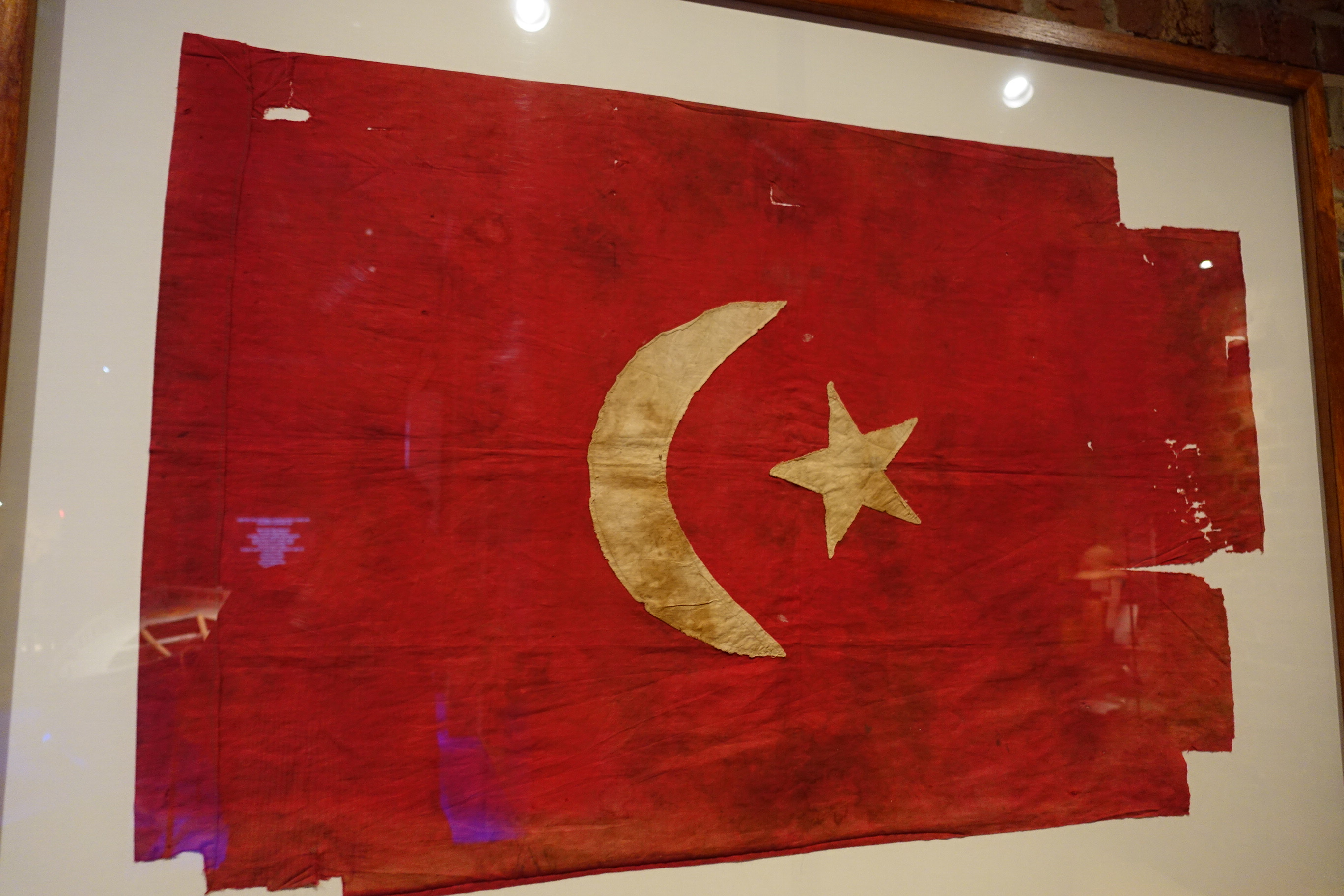
علم عثماني احتفظ به الرقيب الأسترالي جيمس أوفورد كتذكار بعد معركة بئر السبع في عام 1917.

عند الساعة 4 مساءً، عندما أُبلِغ بانسحاب القوات العثمانية من بئر السبع، تلقى الفوج السابع أوامر بالتعاون من اتجاه رأس غنام في هجوم الخيالة الأسترالية على بئر السبع. كما تلقى الفوج السابع أوامر شفهية بالتعاون في الهجوم من الفوج الرابع الخفيف بعد نصف ساعة.
تقدم السرب الرائد من فوج شيروود رينجرز إلى الأمام مع سرب من فرسان نوتس، الذي كان يحمي الخط من النقطة 1210 إلى رأس غنام. ووصلوا إلى رأس غنام في الساعة 16:50 ووجدوا أن المدافعين قد انسحبوا "دون إطلاق رصاصة واحدة". وكان باقي فوج شيروود رينجرز يحتل الخنادق شرق رأس غنام عندما تم إبلاغهم بأن بئر السبع قد سقطت بيد الفوج الرابع الخفيف، ثم سار الفوج السابع من دون معارضة عبر طريق أسلوج إلى بئر السبع لسقي خيولهم في حوالي الساعة 11 مساءً.

### الخسائر
أسر الفيلق العشرون 419 سجينًا بينما أسر فيلق الصحراء 1528 جنديًا عثمانيًا،  ويُعتقد أن عدد الضحايا العثمانيين يبلغ نصف هذا العدد تقريبًا،  بينما عُثر على نحو 500 قتيل في ساحة المعركة.
تكبد الحلفاء أكبر الخسائر في مشاة الفيلق العشرون البريطاني حيث فقد 116 جنديًا في العمليات القتالية،  وبلغ العدد الإجمالي للجنود البريطانيين الذين قتلوا خلال المعركة 171 جنديًا. وتكبد الفوج الرابع الخفيف 35 جنديًا قتلى و39 جريحًا،  وسقط مُعظم الفرسان أثناء الهجوم، مع وجود نسبة عالية من القتلى إلى الجرحى خلال المعارك اليدوية داخل الخنادق.

## تداعيات
فاز الفيلق 20 وفيلق الصحراء بانتصار تكتيكي في المناورة، مما أجبر الحامية العثمانية في بئر السبع على الانسحاب. على الرغم من نشر الفرقة 53 الويلزية وفصيل من الفرقة العاشرة الأيرلندية لمنع الوحدات العثمانية من الانسحاب من المعركة، فقد تمكنت الحامية العثمانية من الانسحاب عبر طريق غزة صوب تلال الخليل، على طريق الخليل وبيت لحم والقدس. وعلى الرغم من تكبد حامية بئر السبع خسائر فادحة لكنها قاتلت بشراسة وصمدت أمام القوات البريطانية لسبعة أيام.
في الأول من نوفمبر شنت فرقة الخيالة أنزاك هجوم باتجاه تل الخويلفة والطريق إلى الخليل والقدس،  بهدف كسر خط الدفاع العثماني في المنتصف،  مع استمرار القتال في الخويلفة، وفي الليلة التالية شن المهاجمين هجوم على غزة وبدأت هجمات رئيسية على المركز في 6 نوفمبر، وبعد مقاومة قوية ضد الفرقة 60 اللندنية سيطرت القوات البريطانية على شيريا في مغرب يوم 7 نوفمبر.
تواصل وزير الخارجية البريطاني آرثر جيمس بلفور مع البارون روتشيلد، وهو مصرفي ثري ورئيس فرع المصالح اليهودية الأوروبية في بريطانيا، في 2 نوفمبر (بعد يومين من احتلال بئر السبع). وفي وعد بلفور اقترح إقامة وطن قومي للشعب اليهودي في فلسطين، ونشر في صحيفة التايمز في 9 نوفمبر 1917. كما أخبرته وزارة الحرب في 2 نوفمبر بينما كانت تهنئه على الانتصار في بئر السبع أنه من غير المرجح أن يتلقى تعزيزات.
أدعى "هنري جوليت" أن "العثمانيون لم ينسوا بئر السبع أبدًا حتى نهاية الحرب" وأن المشاة الألمان والعثمانيين "كانوا يركضون ويطلقون النار عشوائيًا ويستسلمون في وقت مبكر من الصراع"  لكن هذا الإدعاء تم دحضه عندما واجهة الحامية العثمانية هجوم فرق الفرسان الخفيفة التاسعة عشر والثانية عشر في معركة شيريا في 7 نوفمبر، وكذلك هجوم اليومانري في يوم 8 نوفمبر 1917.
بعد احتلال غزة في 7 نوفمبر تقدمت فرقة الفرسان الإمبراطورية (الفيلق الحادي والعشرون) للوصول إلى بيت حانون الساعة 13:00؛  وبدأت الفرقة 157 مطاردة المشاة على طول الشاطئ الشرقي للبحر الأبيض المتوسط، بهدف الوصول إلى الشيخ حسن في الساعة 12:15. وفي وسط الخط وجدت فرقة الفرسان الأسترالية وأنزاك فجوة على الجانب الشرقي من تل الشريعة للبدء في المطاردة في ضوء النهار في 7 نوفمبر. وبعد الانتظار في الشريعة تقدمت فرقة الفرسان الأسترالية والفرقة الستين اللندنية للاستيلاء على الحج في 8 نوفمبر. وفي ذلك المساء تم الاستيلاء على جميع المواقع العثمانية التي شكلت خط غزة-بير السبع وكان المدافعون السابقون في الانسحاب الكامل.

## أحداث لاحقة

### الهوية الاسترالية
تعتبر معركة بئر السبع حدثًا مهمًا في التاريخ الأسترالي. وقد أطلق عليه "أول إنجاز كبير لأستراليا على المسرح العالمي"،  ونسب إليها الفضل في سفر الأستراليين الإضافي إلى إسرائيل،  جادل جوناثان كينغ بأن "معركة بئر السبع يجب أن تكون حجر الزاوية في هويتنا الأسترالية، لتحل محل جاليبولي. فجاليبولي كانت هزيمة بقيادة البريطانيين، أما بئر السبع فكانت انتصارًا بقيادة أستراليا".

### المسيحية الإنجيلية
اعتبر بعض المسيحيين الإنجيليين أن الفرسان الخفيفين في معركة بئر السبع "يحققون نبوءة توراتية من خلال المساعدة في إعادة إسرائيل إلى اليهود".

### في إسرائيل
- في 28 أبريل 2008، كشف الحاكم العام لأستراليا الجنرال مايكل جيفري والرئيس الإسرائيلي شمعون بيريز عن نصب تذكاري للخيول الخفيفة في بئر السبع في إسرائيل.[199] وقد صمم النصب الفنان الأسترالي بيتر كورليت وحصل على دعم مالي من رجل الأعمال ريتشارد برات.[200]
- تم افتتاح مركز بئر السبع التذكاري للأنزاك في 31 أكتوبر 2017 بحضور رئيس الوزراء الإسرائيلي بنيامين نتنياهو ورئيس الوزراء الأسترالي مالكولم تورنبول، [201] وقد بُني المركز التذكاري داخل أراضي مقبرة الحرب البريطانية في بئر السبع ويشبه المبنى رأس حصان لتخليد ذكرى عشرات الآلاف من الخيول التي خدمت وماتت طوال الحرب. كما يحتوي المركز على مجموعة صغيرة من مخلفات الحرب تعود إلى الغزو البريطاني لفلسطين.[202]
- في 26 سبتمبر 2019، تم تدشين نصب تذكاري بالحجم الطبيعي بعنوان 'السكان الأصليون وحصانهم' في تسيماخ لتكريم أعضاء فرقة أنزاك من السكان الأصليين، الذين أُطلق عليهم لقب "كوينزلاند بلاك ووتش"، بما في ذلك الفرسان الذين قاتلوا في تسماخ وبئر السبع، وقد سافر أحفاد هؤلاء الفرسان من أستراليا للمشاركة في افتتاح التمثال.[203]

## أنظر أيضا
- الخيول في الحرب العالمية الأولى